# Arbutus unedo

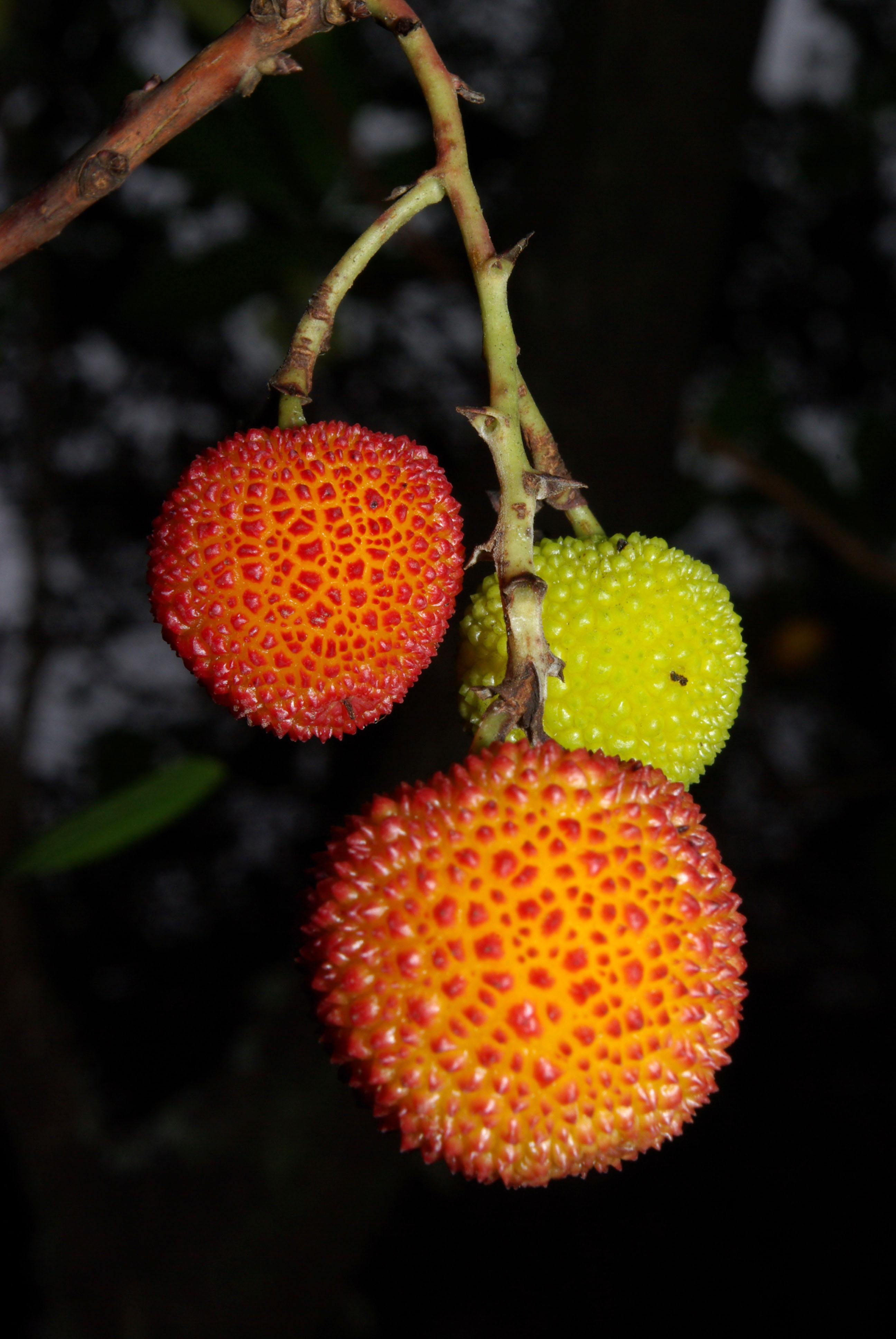
Frutos de medronheiro (Parque Nacional de Monfragüe).

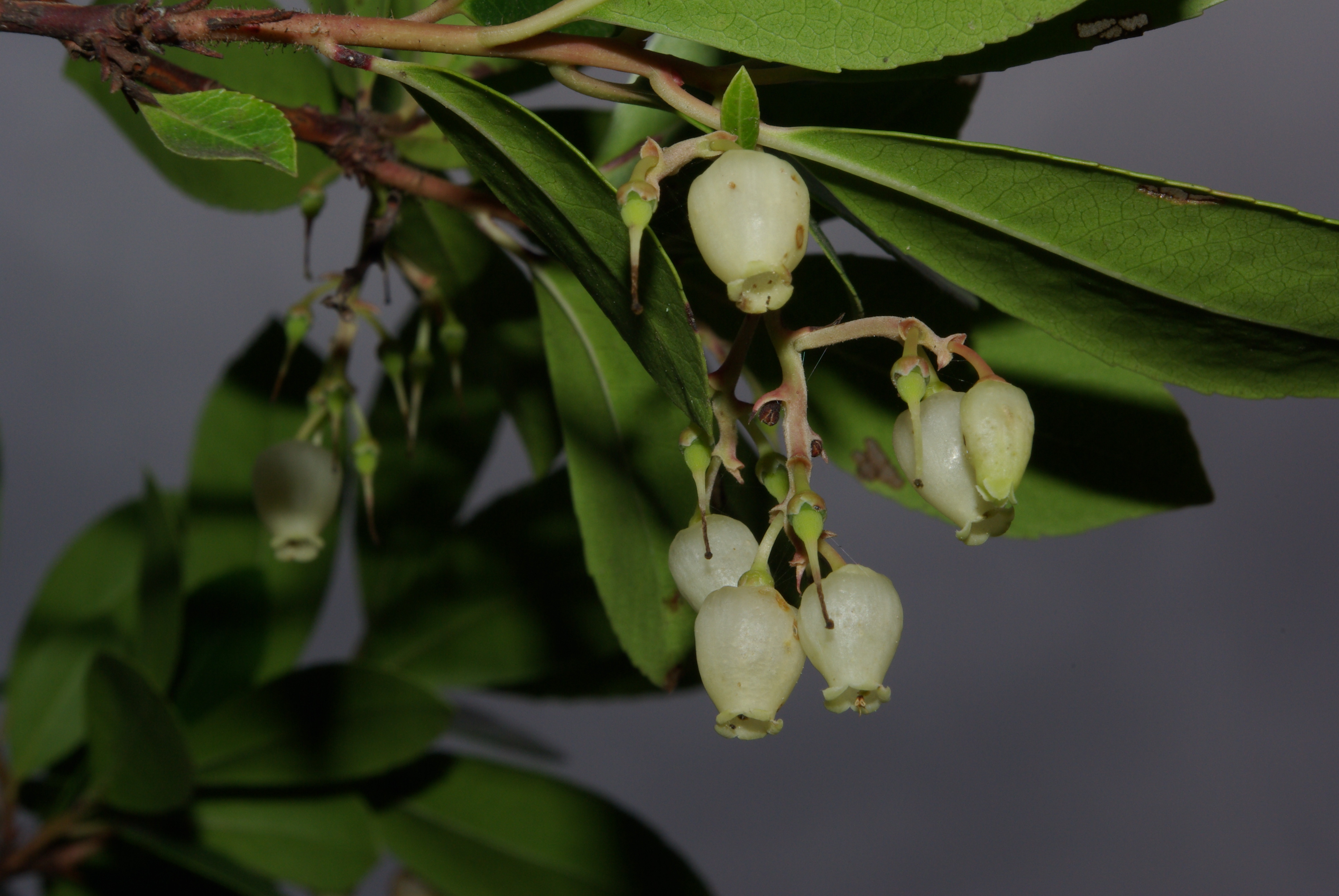
Inflorescências com forma pendente característica das panículas.

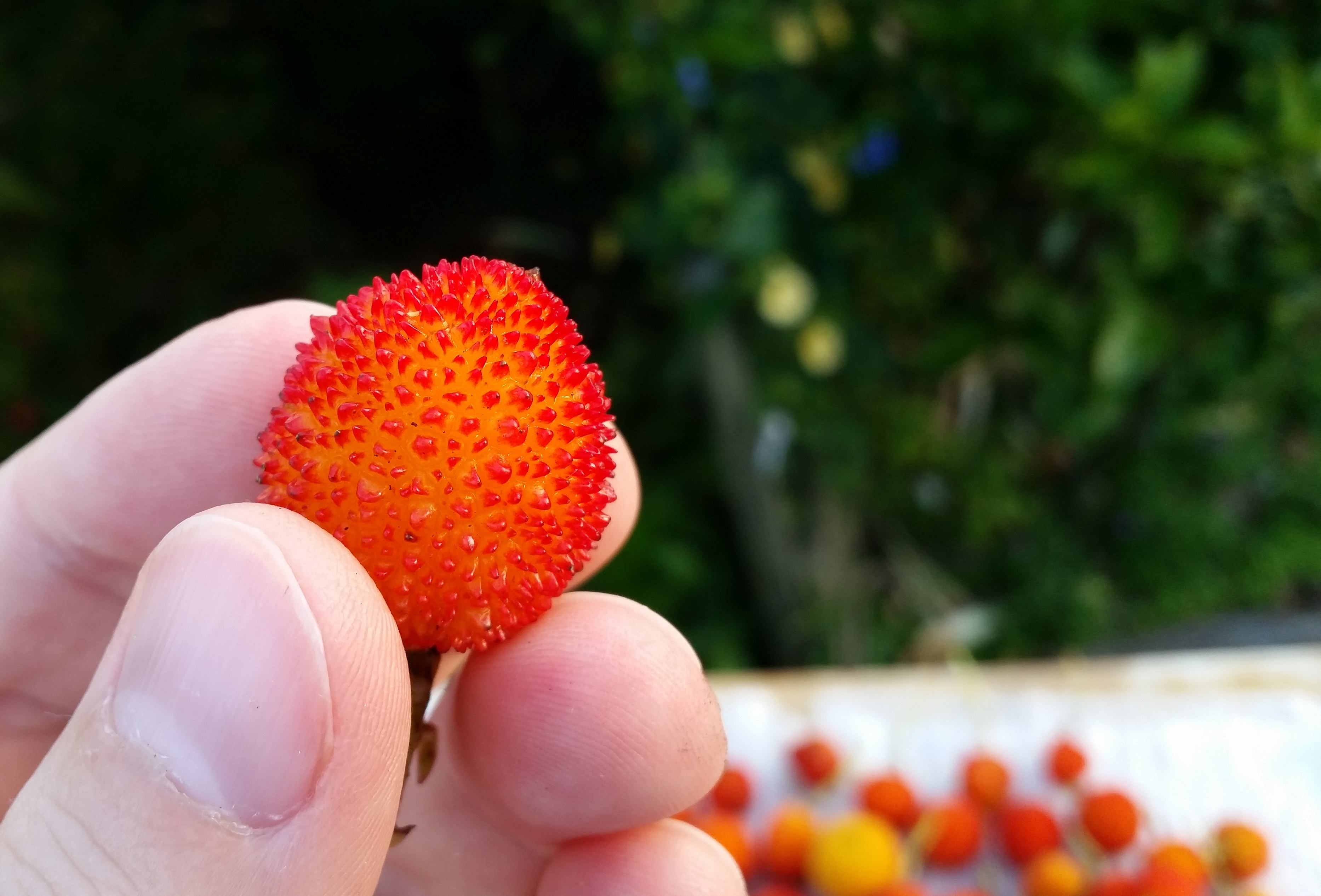
Fruto.

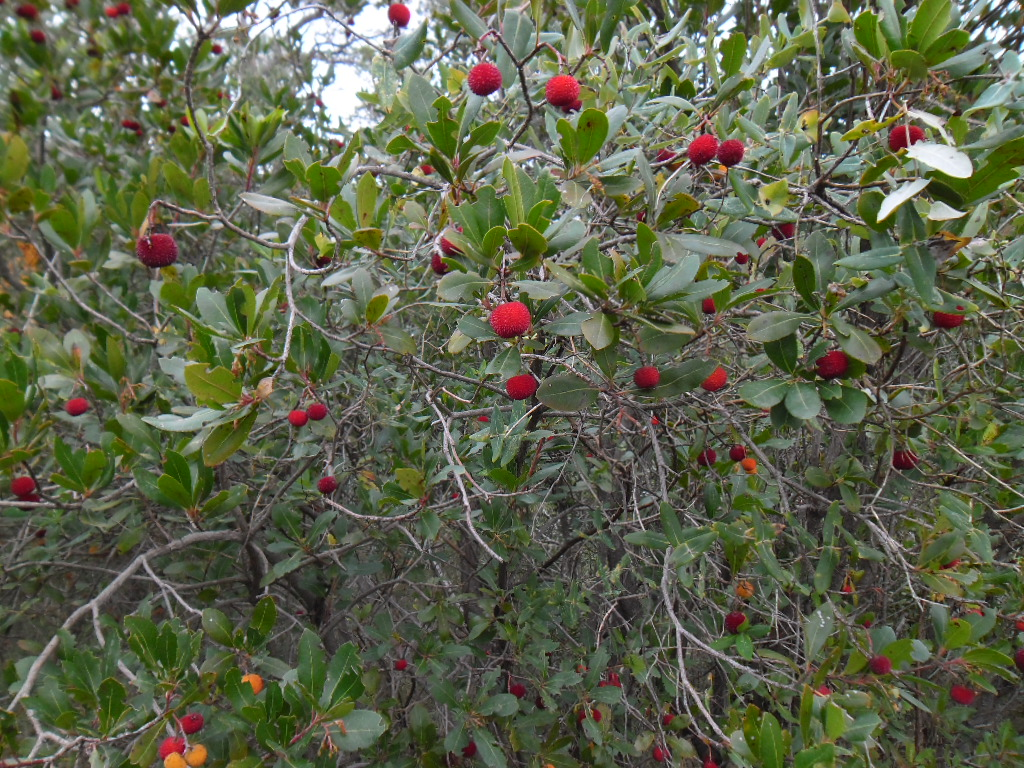
Frutos e flores.

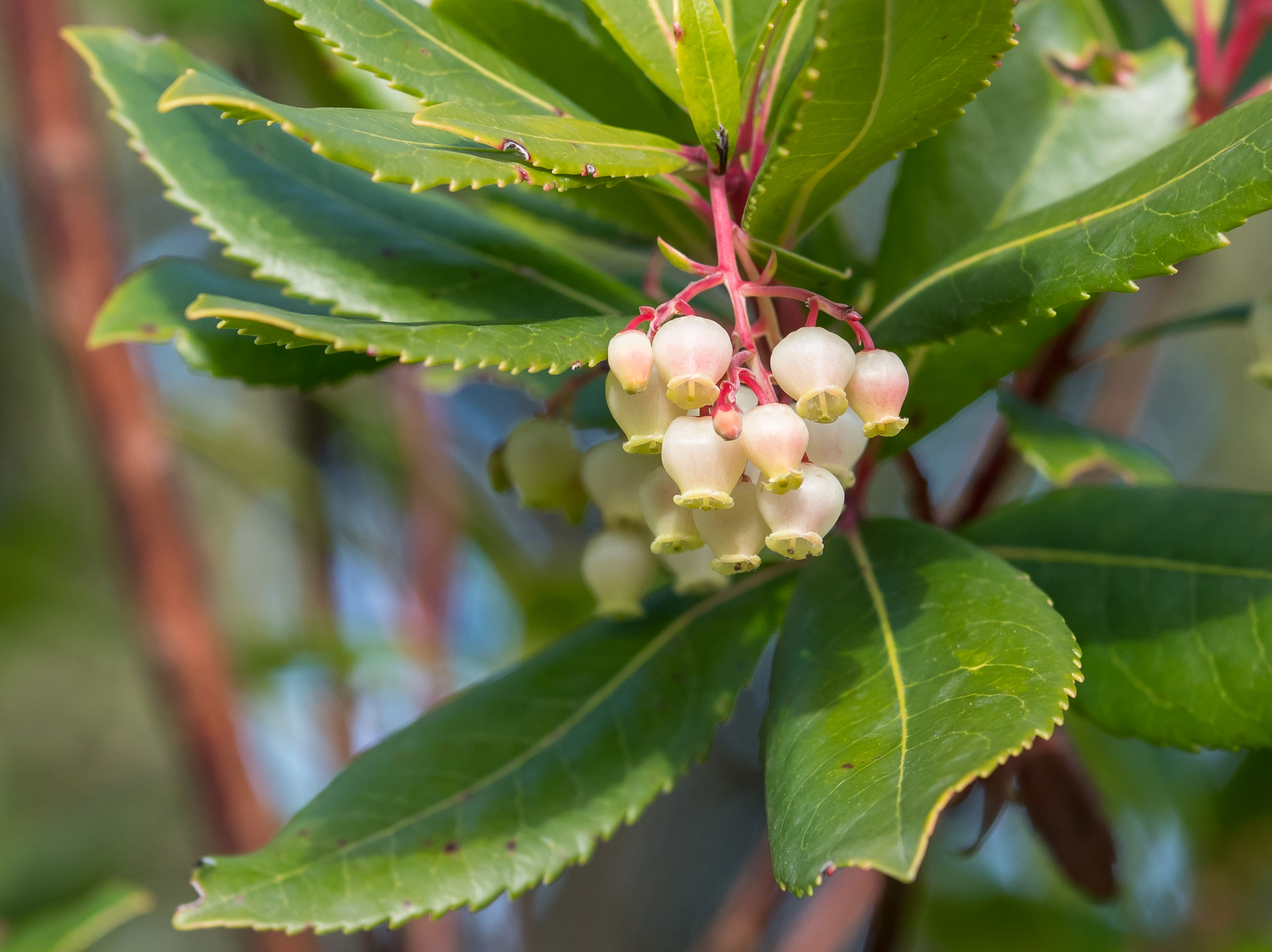
Flores.

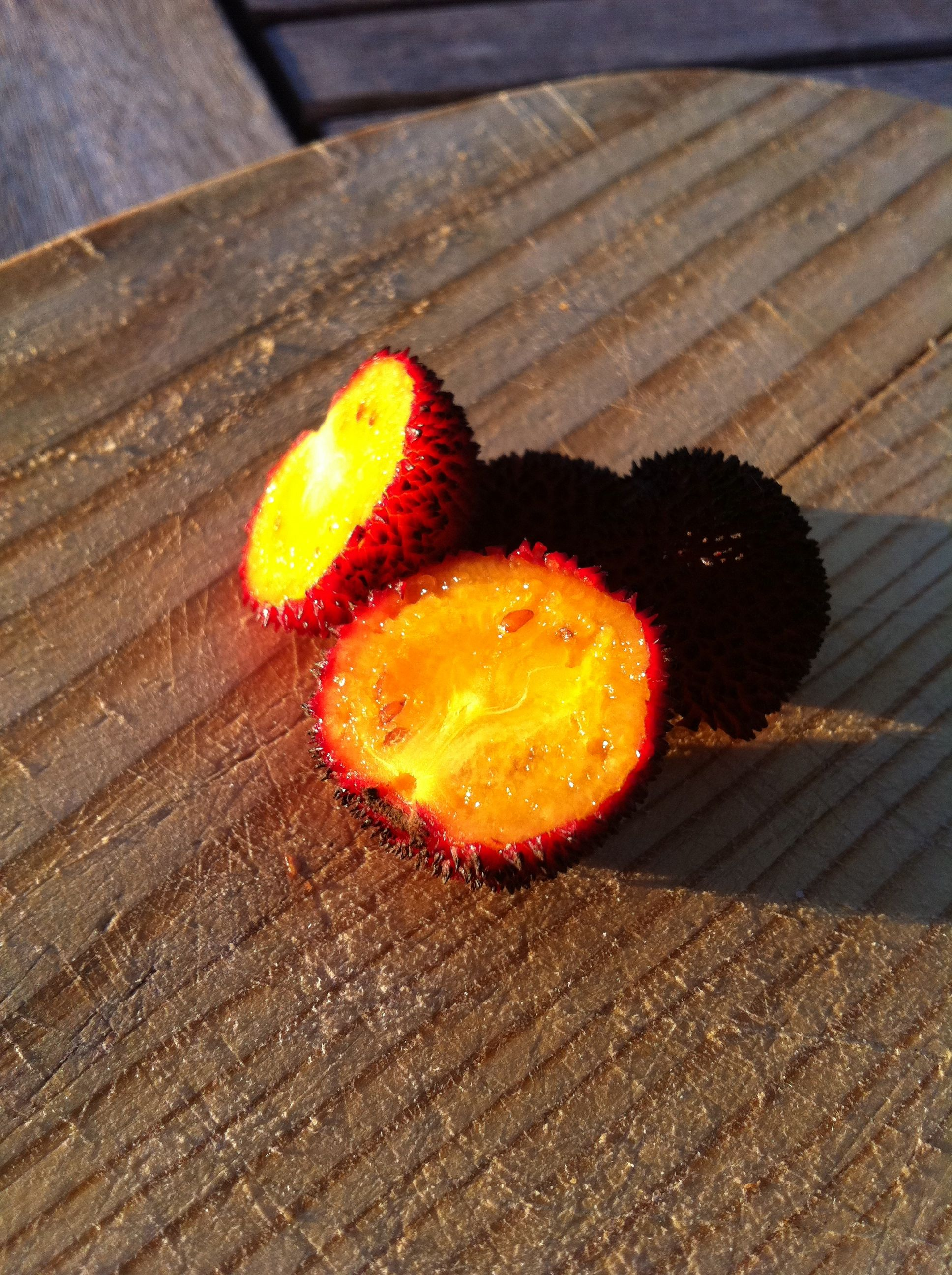
Fruto cortado.

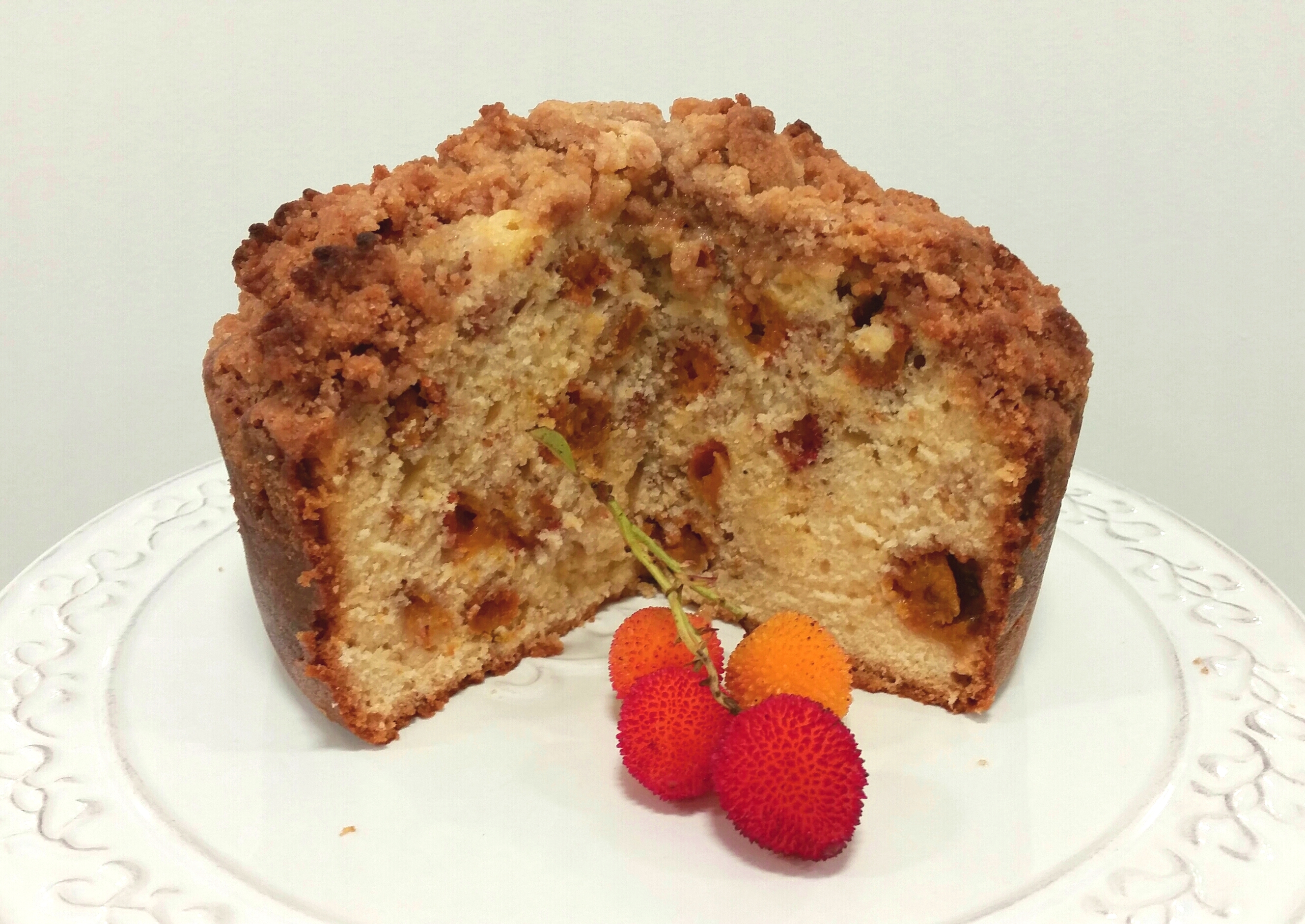
Bolo de medronho.

Arbutus unedo, o medronheiro, é uma espécie de pequenas árvores frutíferas pertencentes ao género Arbutus da família das Ericales. Com distribuição natural na Bacia do Mediterrâneo e costa atlântica da Europa Ocidental, resistente ao fogo, ocorre em zonas de solos siliciosos pobres e de elevado declive, sendo uma das mais importantes espécies do maquial mediterrânico e das charnecas ibéricas. O fruto é o medronho, utilizado na produção de aguardentes e licores. Em Portugal, ocorre em todo o país, mas com maior concentração nas serras do Caldeirão e Monchique (Algarve).

## Descrição
O medronheiro tem normalmente um crescimento do tipo arbustivo até uma altura de aproximadamente 5 metros com ramos eretos, que brotam do tronco a partir de 0,50 metros do solo e que são também bastante espaçados entre si.
A copa do medronheiro é arredondada com folhas persistentes de formato elíptico que assumem uma coloração verde-escura semelhante à do sobreiro, e também possuem um brilho ceroso na face superior.
As flores desta árvore da cor branca ou levemente rosadas são muito decorativas. Logo, ela é considerada uma planta ornamental. Além disso, o medronheiro produz frutos comestíveis, bastante apreciados sobretudo no sul de Portugal, onde são usados na produção de licores e aguardentes destiladas do tipo licor de medronho. Os frutos são esféricos e carnudos, com sementes, revestidos de numerosas saliências piramidais.

### Morfologia
Arbusto ou pequena árvore de 4 a 10 m de altura, geralmente até 5 m de altura, com tronco avermelhado, mais ou menos coberto por longas escamas acinzentadas, com ramos erectos de ritidoma acinzentado e rametas abundantemente folhosas, castanho-avermelhadas, muitas vezes glandulosas.
As folhas são persistentes, lanceoladas, com 8 por 3 cm, lauroides, serradas ou serrilhadas, de coloração verde brilhante na face superior, fosca na face inferior, com pecíolo com até 7– 8 mm de comprimento.
As inflorescências apresentam-se em panículas pendentes, com ráquis avermelhado e brácteas ovado-lanceoladas em forma de cúpula envolventes, avermelhadas. O cálice tem 1-1,5 mm de comprimento, mais ou menos persistente, com lóbulos curtos, triangulares, soldados na base. A corola é urceolada, com 7–8 mm de comprimento, branca, amarelada, caduca quando dessecada, com 5 dentes revolutos finamente ciliados. Os estames são inclusos, em número de 10, com filamentos pilosos, muito dilatados na base, e as anteras são apendiculadas, avermelhadas, com deiscência foraminal. O ovário é tuberoso, glabro, com estilo com nervuras direitas e um tanto cónico, também incluso.
O fruto, de 15–40 mm de comprimento, é uma baga globosa, tuberculado, vermelho quando maduro, con 5 lóculos polispérmicos. As sementes são pequenas, cinzentas e angulosas.

Morfologia de Arbutus unedo
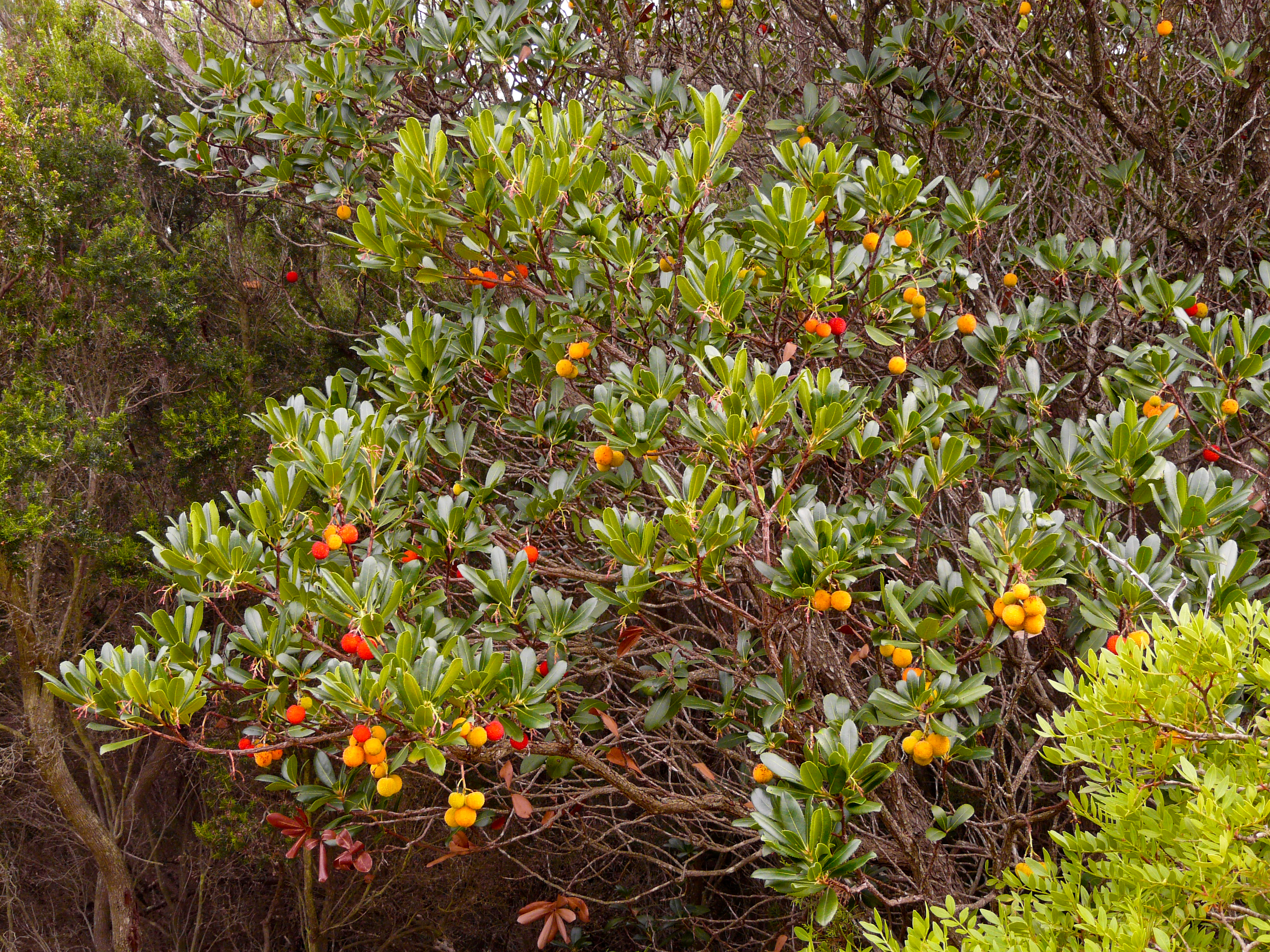
[[Hábito (botânica)|Hábito típico do medronheiro.
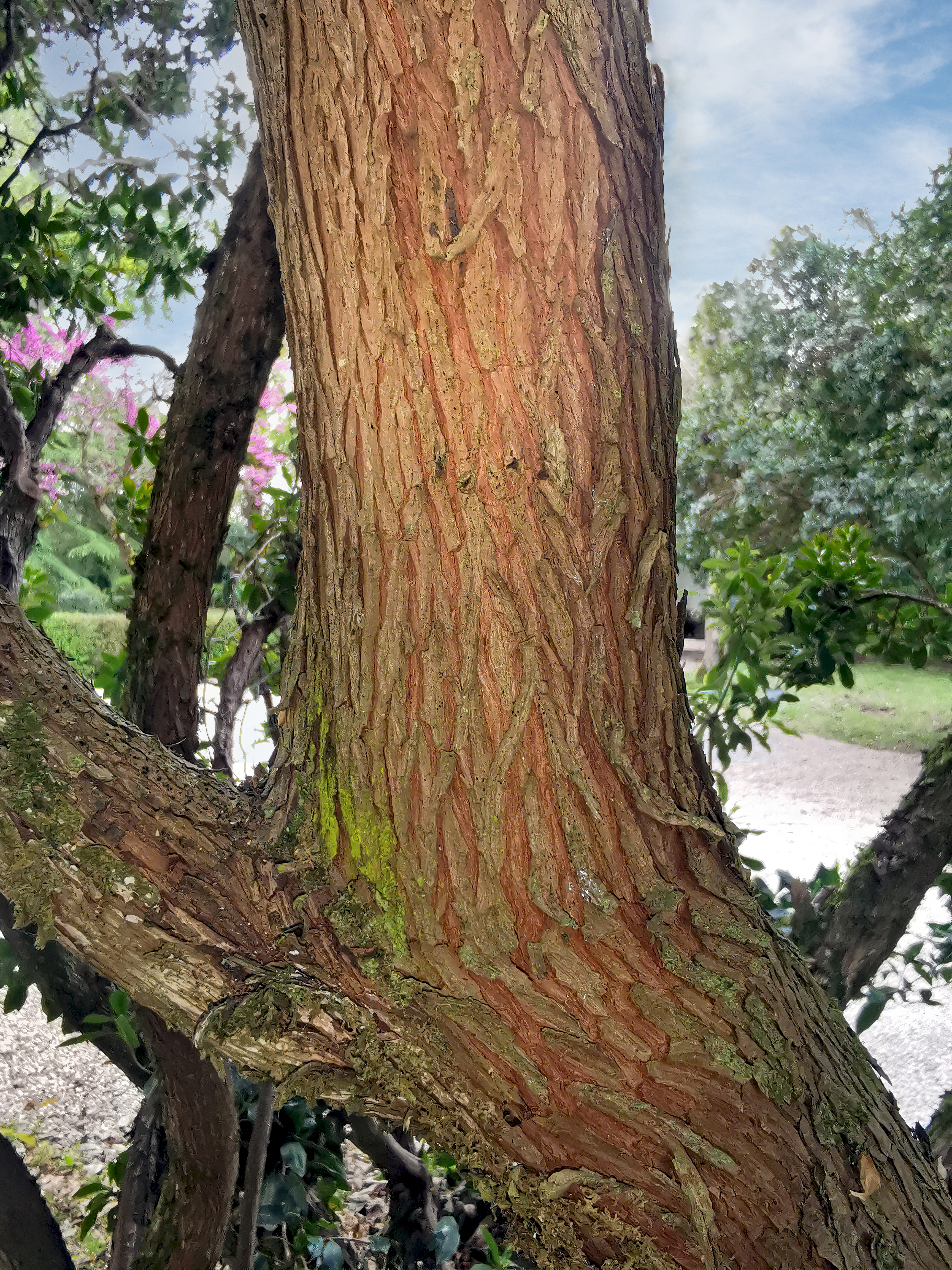
Tronco com ritidoma avermelhado e escamoso.
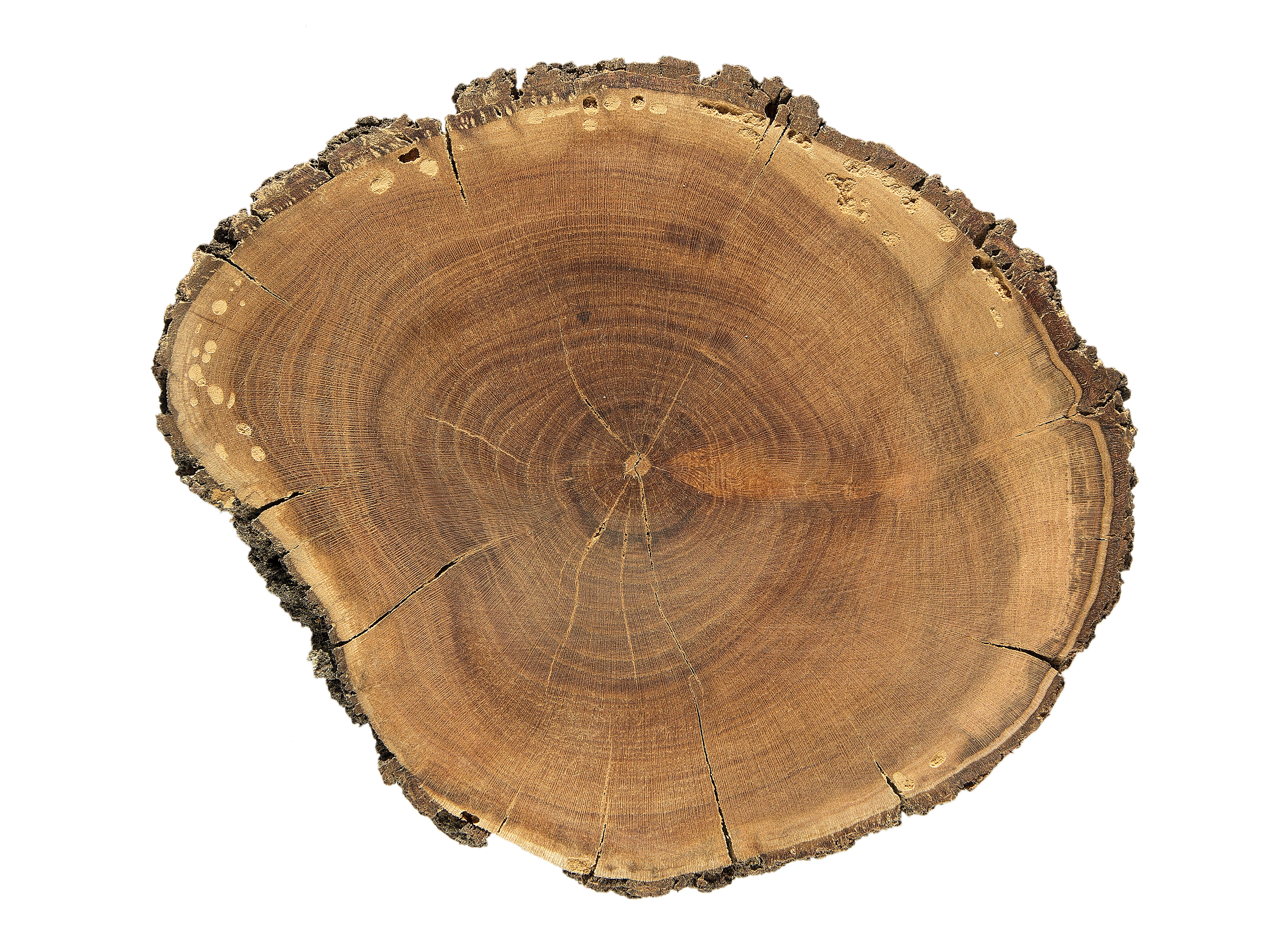
Madeira de Arbutus unedo (MHNT).
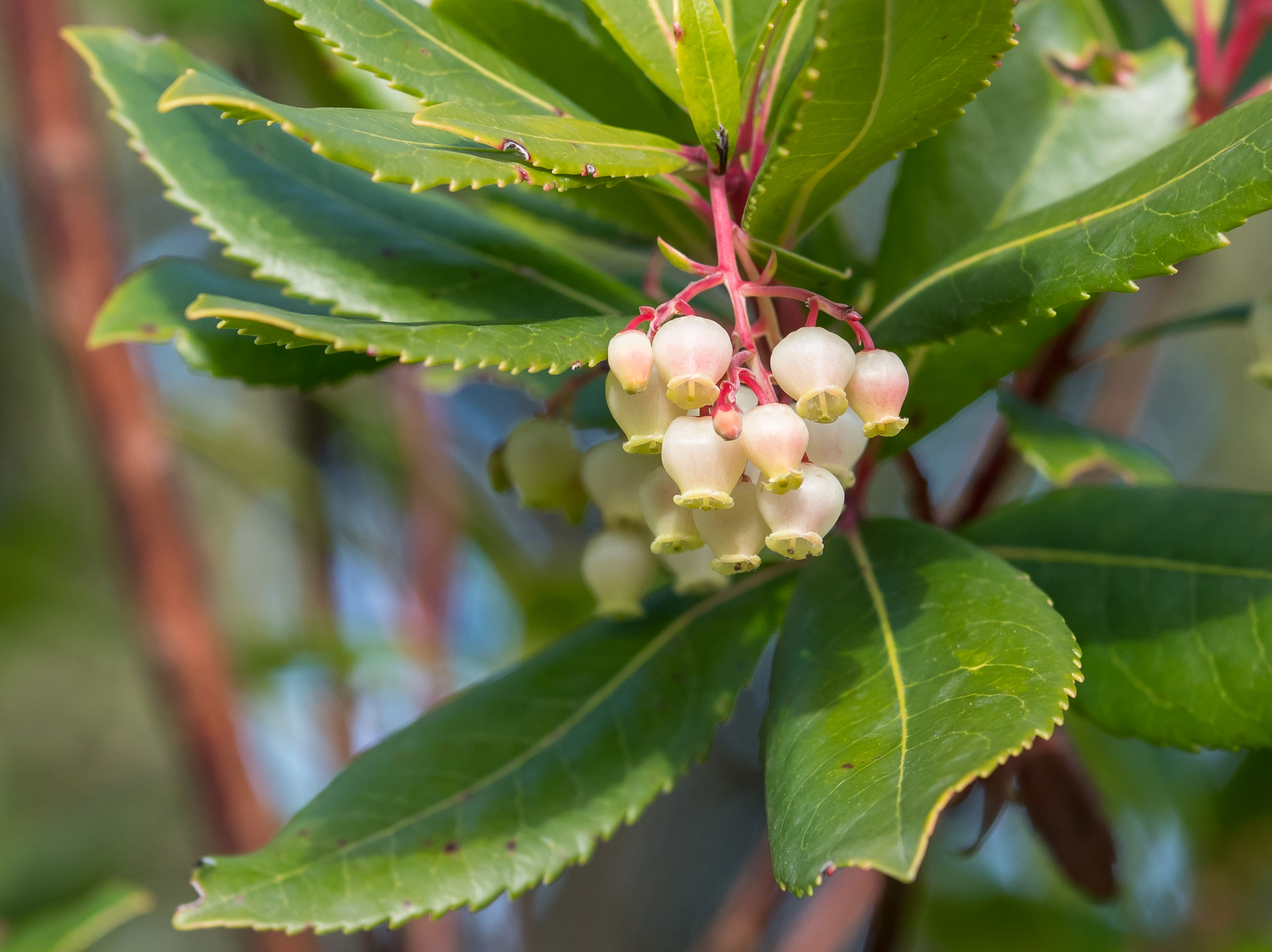
Folhagem, inflorescência e flores.
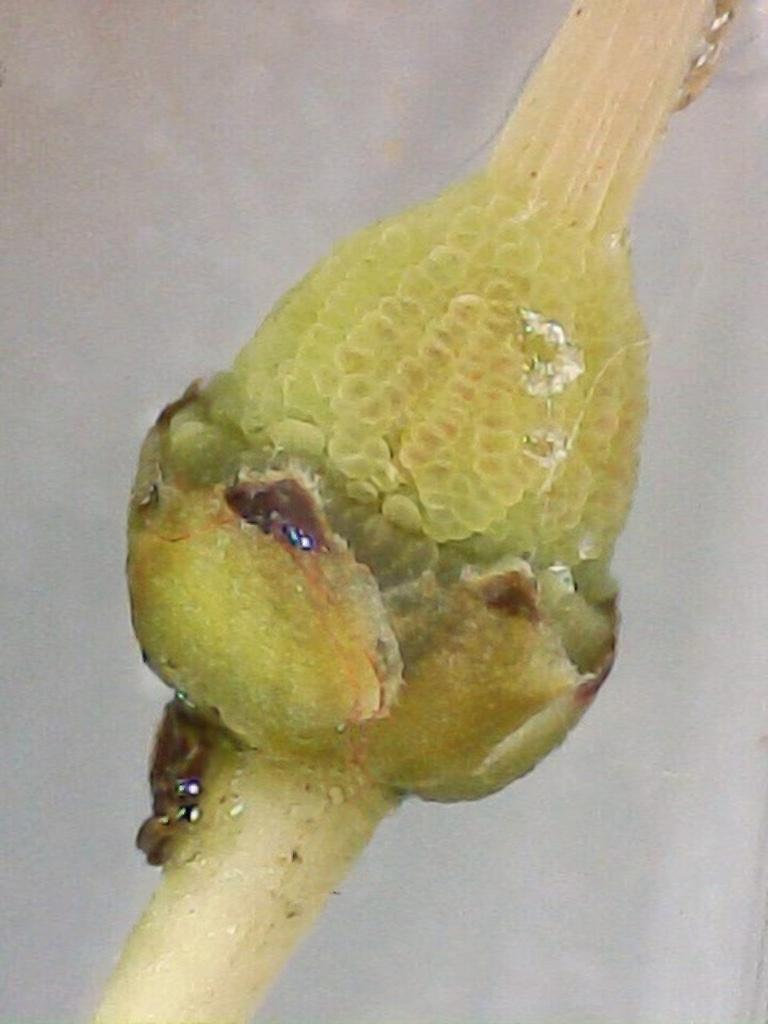
Detalhe do ovário tuberculado, com o estilete sulcado (são visíveis restos do cálice).
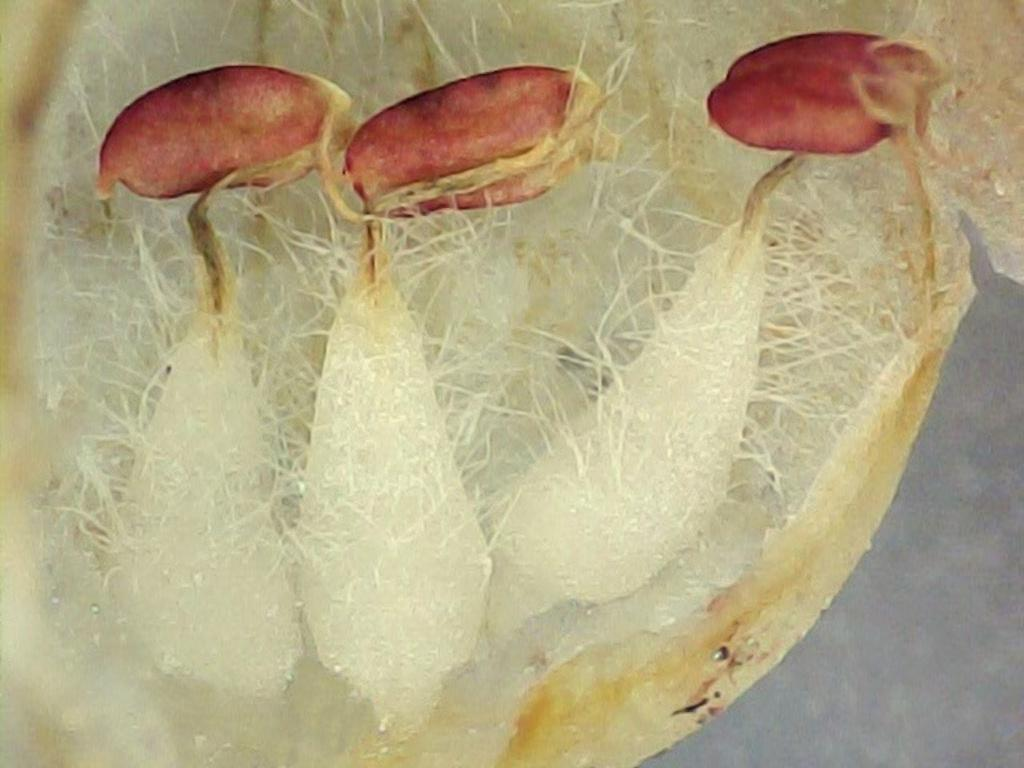
Detalhe dos estames (com a corola aberta).
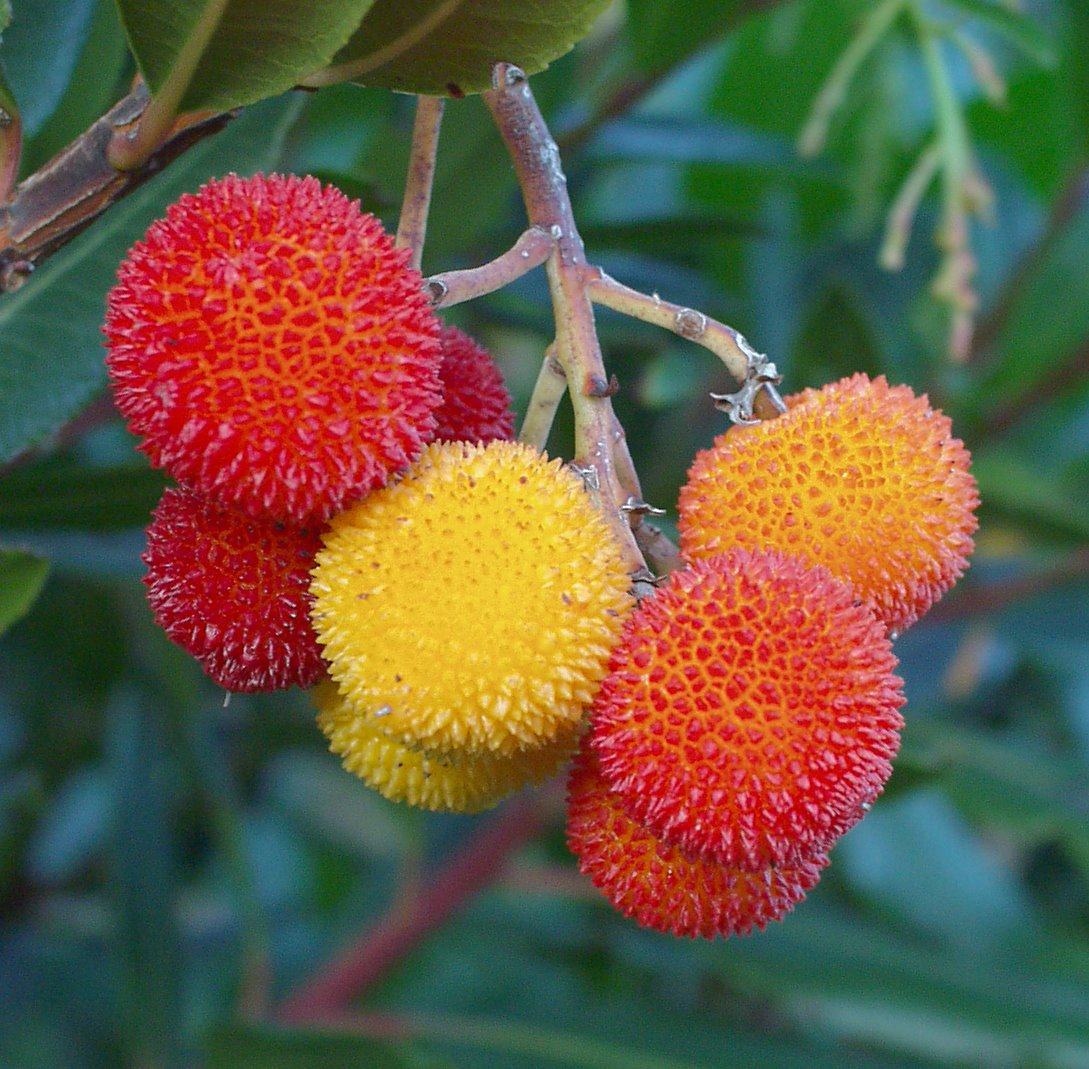
Frutos.

### Distribuição e habitat
A espécie tem distribuição natural em ambas as margens do Mediterrâneo, desde o Estreito de Gibraltar até ao Médio Oriente, na Península Ibérica e nas regiões costeiras atlânticas da Europa Ocidental, pelo oeste da França até ao sudoeste da Irlanda, nas costas turcas do Mar Negro e nas regiões insulares do Mediterrâneo. A espécie é também considerada nativa em alguns locais da Crimeia e da região costeira da Ucrânia.
Nas ilhas Canárias o medronheiro é considerado uma espécie invasora. Devido ao seu potencial colonizador e constituindo uma séria ameaça às espécies nativas, habitats e ecossistemas, a espécie foi incluída no Catálogo Espanhol de Espécies Exóticas Invasoras, regulamentadas pelo Real Decreto 630/2013, de 2 de agosto, sendo proibida nas ilhas Canárias a sua introdução no ambiente natural, a posse, o transporte, o tráfico e o comércio.
O seu habitat natural são as florestas mistas de ravinas e desfiladeiros fluviais, e nas encostas recobertas por povoamentos de azinheiras ou carvalhais, desde o nível do mar até aos 800 a 1200 m de altitude. Cresce nas zonas de rusticidade 7–10, preferindo solos arenosos e bem drenados.

## Utilização
Existem muitos usos do medronheiro, mas talvez o uso comestível dos seus frutos seja o mais conhecido. Os frutos um pouco insípidos, mas doces, são adequados para comer crus, mas também para cozinhar em múltiplos derivados, desde compotas, geleias e conservas de medronho a aguardente e licores.
Os frutos também podem ser usados para obter bebidas alcoólicas por fermentação e deles é extraído, por exemplo, o «licor de madroño» de Alicante. Em algumas áreas do Mediterrâneo (como Argélia e Córsega), os frutos fermentados são usados para preparar um vinho que, quando destilado, produz uma aguardente. Na Albânia o medronho é usado para produzir uma aguardente (rakia) conhecida por raki kocimareje.
Em Portugal, o fruto fermentado é destilado num licor claro, a aguardente de medronho, uma aguardente forte típica das regiões do Centro, Alentejo e do Algarve.
Das flores é extraído o pólen para o mel de medronheiro.

### Mel de medronho
Característico das serras do Alentejo e do Algarve, é um mel muito específico devido ao seu sabor amargo, que lembra o café. De cristalização rápida, apresenta cor castanho-escura.
Na Sardenha é produzido um mel floral conhecido como Amaro di corbezzolo ("amargo de medronheiro").

### Aguardente e licores de medronho
A aguardente de medronho é o ex-libris dos destilados do Algarve. Tudo indica que esta aguardente começou a ser produzida de forma artesanal, para fins medicinais, pelos árabes em Monchique, por volta do século X. Em 1940 existiam em Monchique 55 alambiques e 3 mercadores de licores. Em 1905 existiam em Loulé 61 fabricantes de aguardente. Na zona centro do país também se observa a produção artesanal de aguardente de medronho, também apelidada de medronheira, e de licor de medronho. 
Na Grécia a aguardente é produzida com a designação koumaros (κόμαρος, pron. kòmaros), proveniente dos frutos do arbusto designado por koumaria (medronheiro), e está documentada desde a época bizantina (que terminou em 1453). Em Espanha também há experiências de produção de aguardente de medronho e de outros pequenos frutos.
Na ilha da Sardenha também se produz aguardente de medronho (acquavite di corbezzolo) ou de mel de medronho (acquavite di miele di corbezzolo ), mas o mais tradicional são os licores (liquore di corbezzolo em geral comercializado como liquore di corbezzolo artigianale di Sardegna), compotas e rebuçados de medronho.
Com a fermentação dos frutos obtém-se uma bebida conhecida por "vino di corbezzolo" (vinho de medronho), com baixa graduação alcoólica e ligeiramente espumante, usado na Córsega, Argélia e na zona do promontório del Conero, onde é designado por vinetto.

### Outros usos
Uso alimentar
Os frutos um pouco insípidos, mas doces, são adequados para comer crus, mas também para cozinhar em múltiplos derivados, desde compotas, geleias e conservas de medronho a aguardente e licores.
Os frutos contêm em média cerca de 20 % de açúcares. No passado, em Espanha era obtido açúcar a partir dos frutos desta planta. As sementes têm altas concentrações de ácidos gordos.
Planta ornamental
A espécie é utilizada em jardinagem e paisagismo como arbusto ou árvore ornamental. É comum o uso desta árvore como planta ornamental em parques e jardins. Embora um tanto causadora de sujidade quando os frutos maduros começam a cair, a cor das suas bagas amarelas, laranjas e vermelhas a torna uma árvore valorizada. Tolera bem o calcário e prefere locais quentes, ensolarados ou sombrio.
São plantas difíceis de transplantar, pelo que se recomenda o seu cultivo por sementes, as quais são recolhidas entre setembro e dezembro. A espécie, especialmente as plantas jovens, é muito sensível à geada.
O medronheiro é uma excelente planta para utilizar como flora apícola, dando origem a um mel com caraterísticas específicas comercializado como mel de medronho.
Madeira e lenha
A madeira dura do medronheiro é usada apenas localmente. A madeira é pesada, forte, de grão fino, elástica e fácil de ser trabalhada, sendo usada em cabos de ferramentas e postes. Nos Estados Unidos fabricam-se arcos com esta madeira.
Quando usada como lenha, no entanto, é um excelente combustível com alto valor calórico. Também foi localmente usada para a produção de carvão vegetal.
Uso farmacológico
O medronheiro teve um lugar importante na medicina tradicional da Bacia do Mediterrâneo e continua a ter usos farmacológicos nas medicinas alternativas.
Os princípios activos conhecidos são a arbutina, os taninos e o ácido gálico. A casca do medronheiro contém andromedotoxina, pelo que é utilizada em medicina natural como diurético, adstringente e antisséptico urinário e renal.
Na Líbia as raízes são usadas para tingir as peles de vermelho.

## Taxonomia

### Binome
Arbutus unedo foi descrito por Carolus Linnaeus num texto publicado em Species Plantarum, vol. 1, p. 395, em 1753. A etimologia do nome genérico Arbutus assento sobre um dos dois nomes que os autores latinos usaram para designar o medronheiro. Por exemplo, Virgílio nas Geórgicas (2, 69) designa por «arbutus» o representante europeu e mediterrânico desta espécie. O outro nome usado pelos autores latinos era unedo, uma aglutinação da expressão unum tantum edo, «comer apenas um». Este último vocábulo, é referido por Plínio, o Velho na sua História Natural (15, 98 e 23, 151). Este último termo era uma alusão ao conteúdo alcoólico dos frutos do medronheiro que, devido à sua longa permanência na árvore após a maturação, sofrem fermentação, ganhando elevado teor alcoólico. O termo unedo foi adoptado por Lineu como epíteto específico para a espécie (que é também a espécie tipo do género).

### Nome comum
O nome comum da espécie, «medronheiro», deriva do nome comum do seu fruto, o «medronho». Este nome, tal como o seu congénere castelhano «madroño», aparecem atestados pelo menos desde 1330, e derivam do moçárabe matrúnyu registado desde o final do século X. Aquele termo é provavelmente derivado do termo ibero pré-romano motŏrŏnĕu, aparentado com o vocábulo morŏtŏnu, que designa morango e mirtilo em leonês, e o com o termo galego moroto e morote.
Em português o medronheiro é também conhecida como meródio, ervedeiro, êrvedo ou êrvodo.

### Sinonímia
Tendo uma grande área de distribuição natural e elevada variabilidade morfológica, a espécie acumulou uma extensa sinonímia. A lista que se segue não é exaustiva:
- Arbutus serratifolia Salisb., Prodr. (Salisbury), 288, 1796, nom. illeg.
- Arbutus vulgaris Bubani, Fl. Pyren., 2: 7, 1899, nom. illeg.
- Unedo edulis Hoffmanns. & Link, Fl. Portug., (Hoffmannsegg), 1: 415, 1809
- Arbutus cassinifolia Steud., Nomencl. Bot. (Steudel), ed. 2. 1: 119, 1840
- Arbutus crispa Hoffmanns., Verz. Pflanz. Nachtr., 1: 204, 1824
- Arbutus croomiiI auct., Gard. Chron. n.s., 1884(2): 492 188
- Arbutus integrifolia Sims, Bot. Mag., 49: t. 2319, 1822, nom. illeg., non Lam.,1783
- Arbutus intermedia Heldr. ex Nyman, Consp. Fl. Eur., 2: 490, 1879
- Arbutus laurifolia L.f., Suppl. Fl.,: 238, 1782.
- Arbutus microphylla auct., Gard. Chron. n.s., 1884(2): 49, 1884
- Arbutus nothocomaros Heldr. ex Nyman, Consp. Fl. Eur. Suppl. 2(1): 214, 1889.
- Arbutus procumbens Kluk ex Besser, Prim. Fl. Galiciae Austriac. 2: 355, 1809, nom. illeg., non Salisb., 1796
- Arbutus salicifolia (Lodd.) Cels ex Hoffmanns., Verz. Pflanz. Nachtr., 1: 204, 1824
- Arbutus turbinata Pers. ex Rchb., Fl. Germ. Excurs., 416, 1831
- Arbutus unedo var. alba W.T.Aiton, Hort. Kew., ed. 2, 3: 56, 1811
- Arbutus unedo var. crispa (Hoffmanns.) Rouy, Fl. Fr., 10: 102, 1908
- Arbutus unedo var. ellipsoidea Aznov., Magyar Bot. Lapok, 3: 9, 1904
- Arbutus unedo var. integrifolia Rouy, Fl. Fr., 10: 102, 1908
- Arbutus unedo var. plena W.T.Aiton, Hort. Kew., ed. 2, 3: 56, 1811
- Arbutus unedo var. rubra W.T.Aiton, Hort. Kew., ed. 2, 3: 56, 1811
- Arbutus unedo var. salicifolia (Hoffmanns.) Rouy, Fl. Fr., 10: 102, 1908
- Arbutus unedo var. serratifolia Rouy, Fl. Fr., 10: 102, 1908
- Arbutus unedo f. subcrenata Maire, Bull. Soc. Hist. Nat. Afrique N., 32: 212, 1941
- Arbutus vulgaris Bubani, Fl. Pyren., 2: 7, 1899

## Simbologia e heráldica
Diz a lenda que do sangue do gigante Gerião, derrotado pelo grego Hércules, nasceu uma árvore que dava frutos sem caroço na época em que as Plêiades surgiam. Entre os romanos era uma árvore sagrada, dedicada à ninfa Cardeia ou Carna, amante de Jano Bifronte, que protegia a soleira da casa. Os romanos também tinham o hábito de colocar ramos de medronheiro nos féretros. Virgílio, numa passagem da Eneida, fala de Palante, filho de Evandro, o rei dos Arcádios, que, após ser morto por Turno, tinha sido colocado entre ramos de medronho durante a viagem para levar os restos mortais a seu pai.
Os antigos gregos faziam flautas com madeira de medronheiro. O poeta latino Ovídio fala do medronheiro ao descrever a vida na «idade de Ouro».
O medronheiro, ou o seu fruto, são amplamente utilizados na heráldica da região mediterrânica da Europa. Entre as utilizações mais conhecidas está o seu uso na heráldica da cidade de Madrid, em cujo escudo está representado um urso a comer um medronho de um medronheiro. Também a heráldica da Província de Ancona, no sul da Itália, tem no seu centro um ramo de medronheiro com medronhos dourados. Também os municípios espanhóis de El Madroño, Navas del Madroño e de Arbúcies usam o medronheiro nas suas armas.
Escudo de Madrid
Um medronheiro, junto com uma ursa apoiada sobre ele com as patas dianteiras, aparece no escudo de Madrid. A descrição oficial da heráldica de Madrid é a seguinte:
«De plata, una osa de sable apoyada en un madroño de sinople o natural frutado de gules. Bordura de azur cargada de siete estrellas de plata.»
A origem da aparição de tal figura na heráldica da cidade não é conhecida com certeza, variando de um autor para outro; talvez tenha sido a escolha do Concelho Municipal como escudo para diferenciar os bens do Município daqueles pertencentes à Igreja de Madrid, que usava um urso para diferenciá-los. Outra origem foi dada pelo humorista e cartunista Antonio Mingote no seu livro Historia de Madrid em que diz: «[...] o urso, habitante primitivo do país, abraçado a uma árvore para evitar que viesse um vereador derrubá-la».
Outra hipótese, mais séria, postula que a história do urso e do medronheiro no escudo teria a ver com a tentativa de unificar os interesses de dois grandes latifundiários em propriedades onde há muitos séculos predominavam as árvores numa e as pastagens na outra. O urso seria o elo entre os dois. A escolha do escudo não se justificou pela existência de ursos nessa época, pois teriam desaparecido do Monte del Pardo como reserva de caça antes do século XI. Tampouco porque a área era propícia para a expansão do medronheiro, já que os medronheiros não possuem o melhor habitat naquela região, não sendo nela citados como planta espontânea.
Por ser uma peça central na heráldica da cidade, o Município de Madrid plantou medronheiros no Parco del Retiro e em outros jardins.
Província de Ancona
O brasão da Província de Ancona (Itália) mostra um ramo do medronheiro sustentado por um braço angular. Naquela representação heráldica, o ramo de medronheiro com dois frutos inspira-se numa moeda grega de Ankón (atual Ancona) datada do século III século a.C., que por sua vez recorda a maior particularidade geográfica da área, a presença do promontório de Monte Conero, cujo nome deriva do termo grego que designava a planta do medronheiro. A descrição heráldica oficial é a seguinte:
«D'azzurro al braccio destro umano di carnagione, piegato in iscaglione scorciato e rovesciato ed impugnante un ramoscello di corbezzolo al naturale in sbarra fruttato di due bacche d'oro.»
Planta nacional da Itália
O medronheiro com as suas folhas verdes, flores brancas e frutos vermelhos é considerado um dos símbolos pátrios da Itália por representar as cores nacionais italianas. Por essa razão, o medronheiro é a planta nacional da Itália.
Essa relação entre o medronheiro e as cores nacionais italianas data do Risorgimento italiano, tendo sido usado em múltiplas composições poéticas patrióticas no seio do movimento irredentista. Naquele período, o medronheiro, justamente pelas cores que assume no outono, iguais às da bandeira nacional italiana, foi considerado um símbolo precursor da Tricolor italiana.
Uma das composições mais conhecidas sobre o medronheiro deve-se ao poeta Giovanni Pascoli, que lhe dedicou o poema intitulado Ode al corbezzolo. O mesmo poeta também dedicou alguns versos de outro poema seu ao medronheiro, o carme Inno a Roma. Nele é feita referência à passagem da Eneida que refere o medronheiro, onde o poeta vê nas cores desta planta uma prefiguração da bandeira italiana e considerou Palante o primeiro mártir da causa nacional.

Uma ursa e um medronheiro estilizados são o símbolo de Madrid.
Armas da Província de Ancona com um ramo de medronheiro com frutos dourados.
Bandeira da Itália (cujas cores lembram o medronheiro).
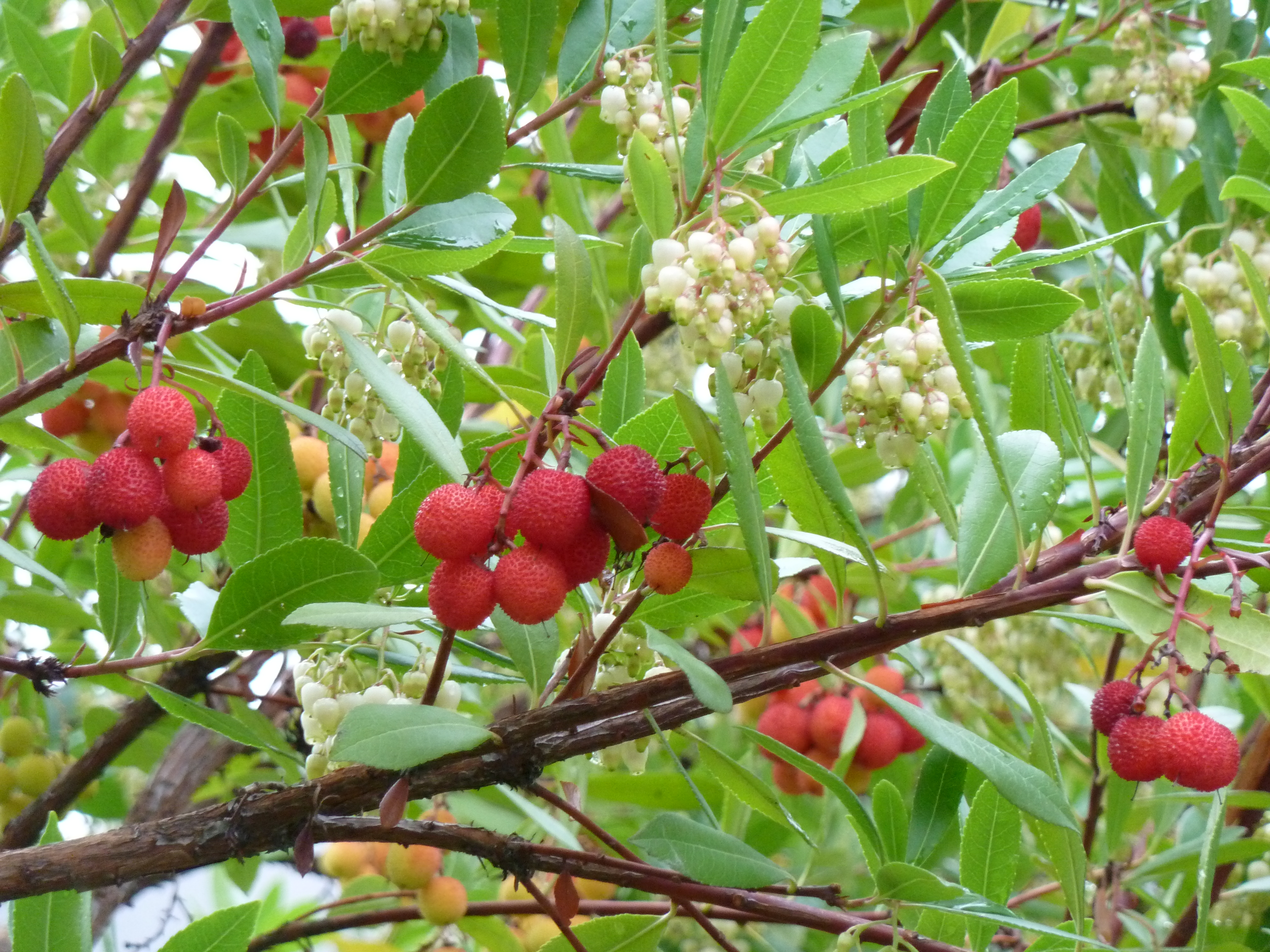
As três cores da bandeira italiana.

## Galeria

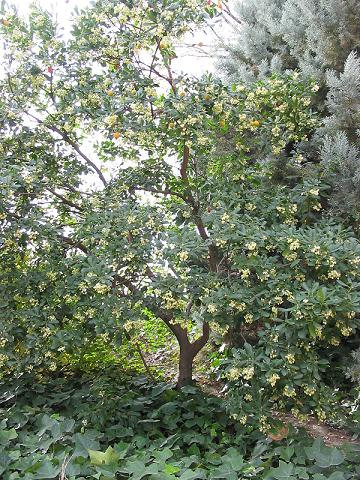
Hábito da planta (em flor).
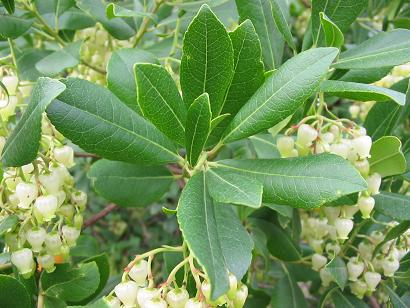
Folhagem e flores.
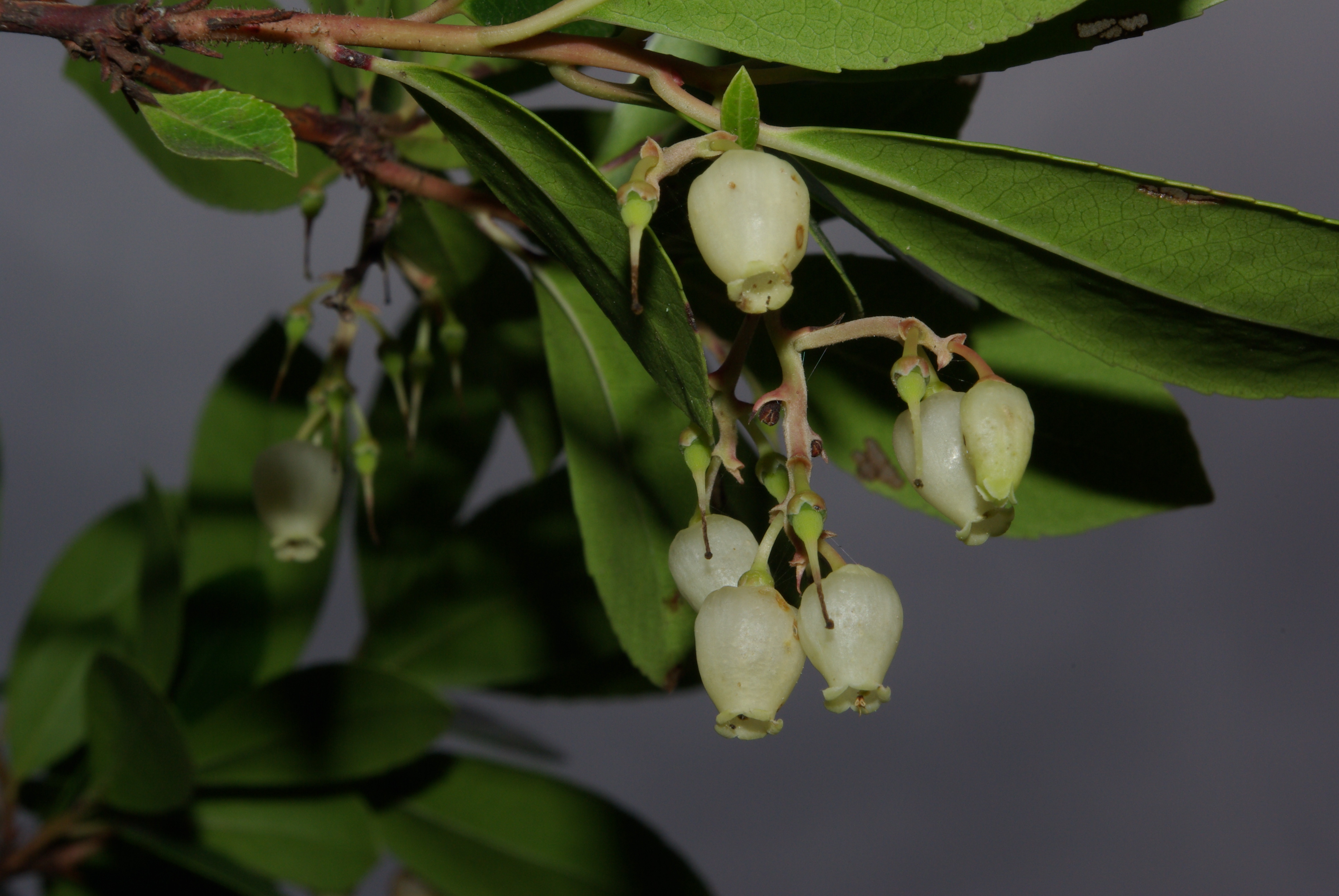
Flores de medronheiro.
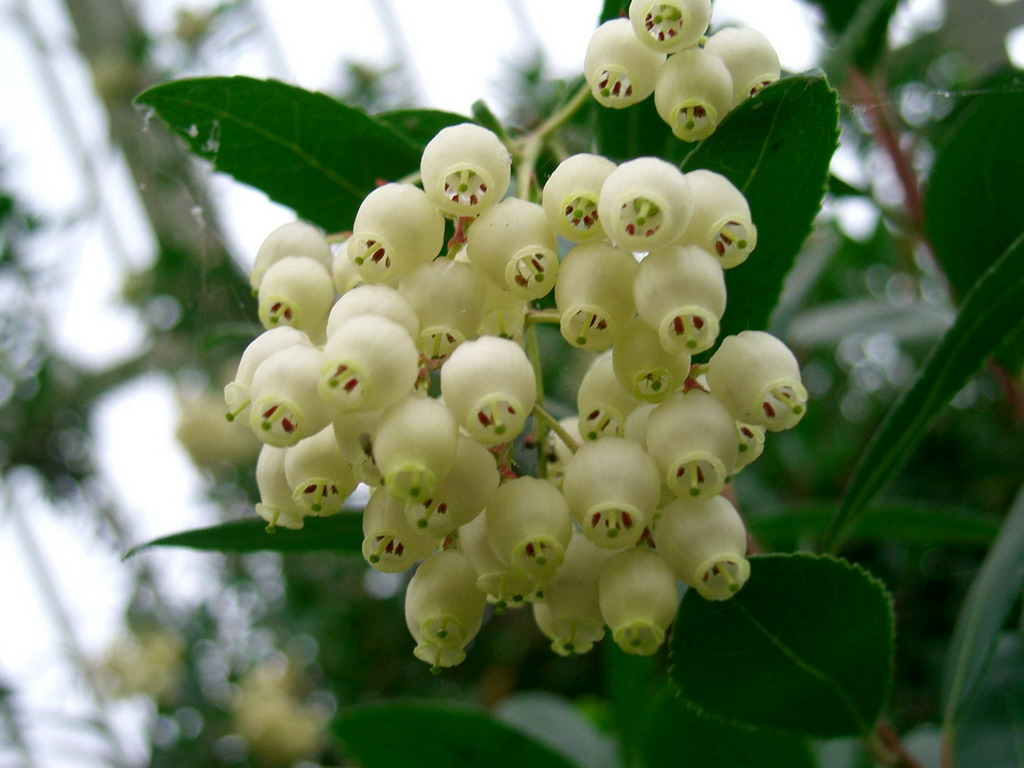
Inflorescência.
Ramagem com folhas, flores e frutos.
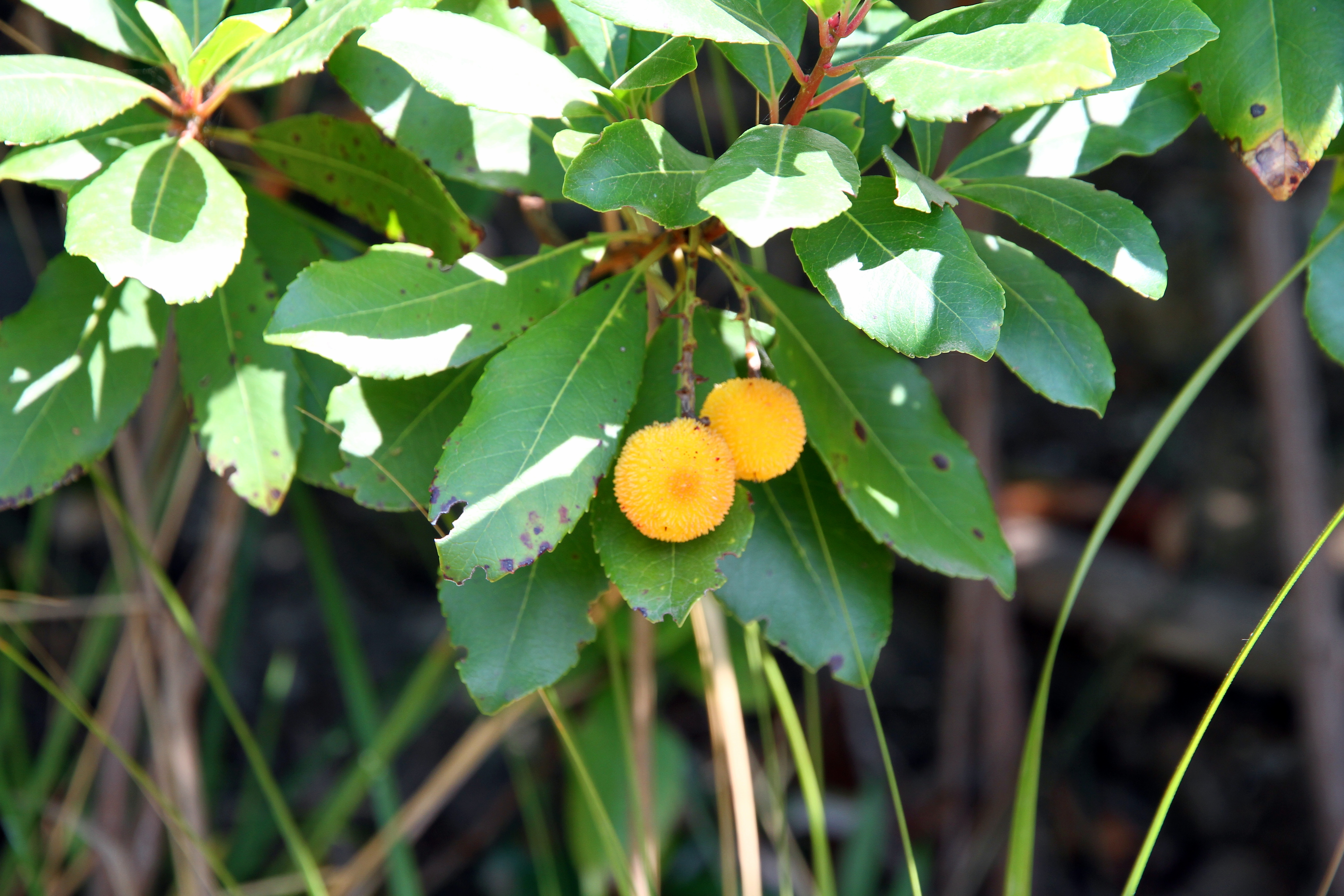
Fruto imaturo.
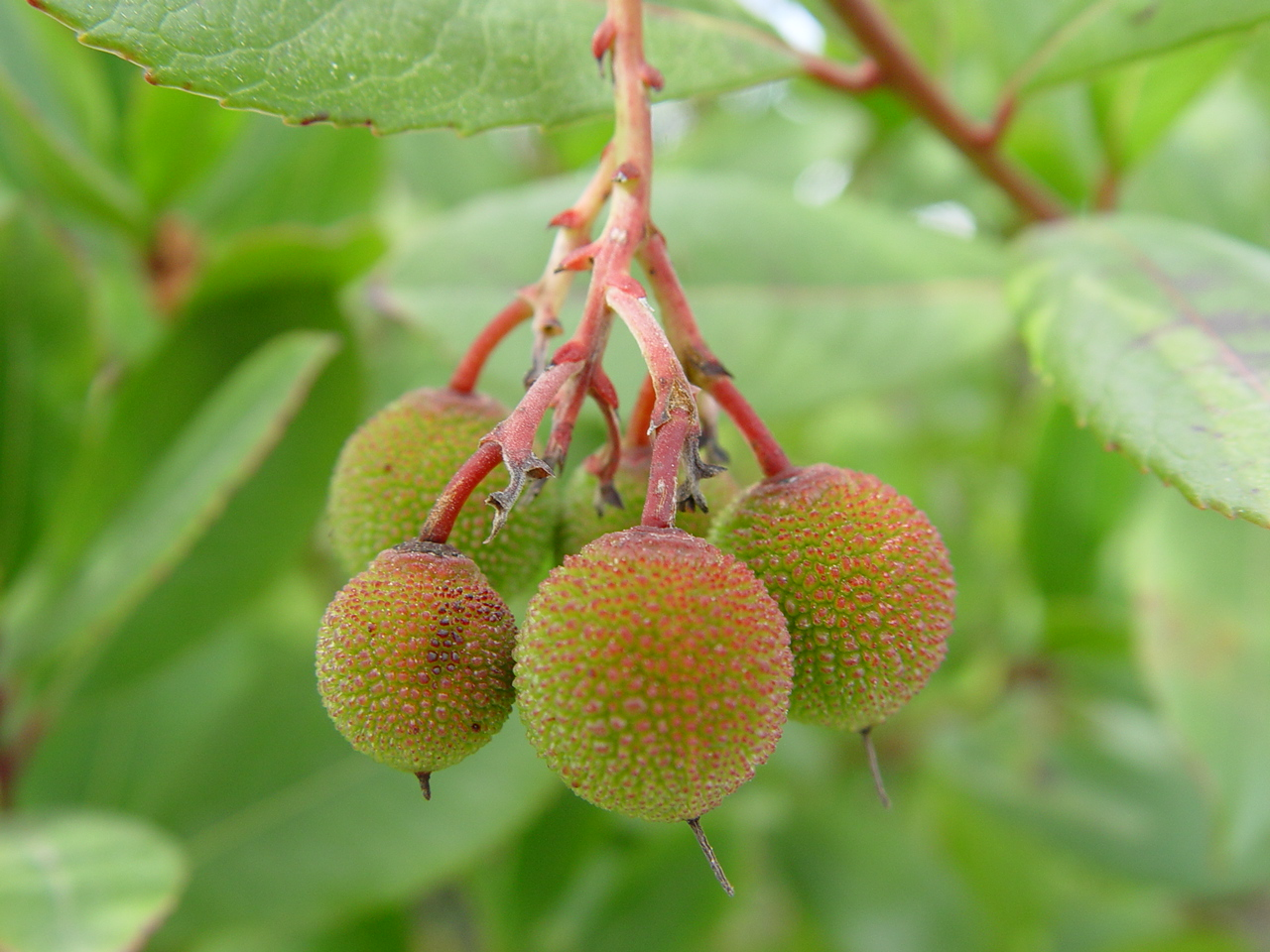
Folhagem e frutos imaturos.
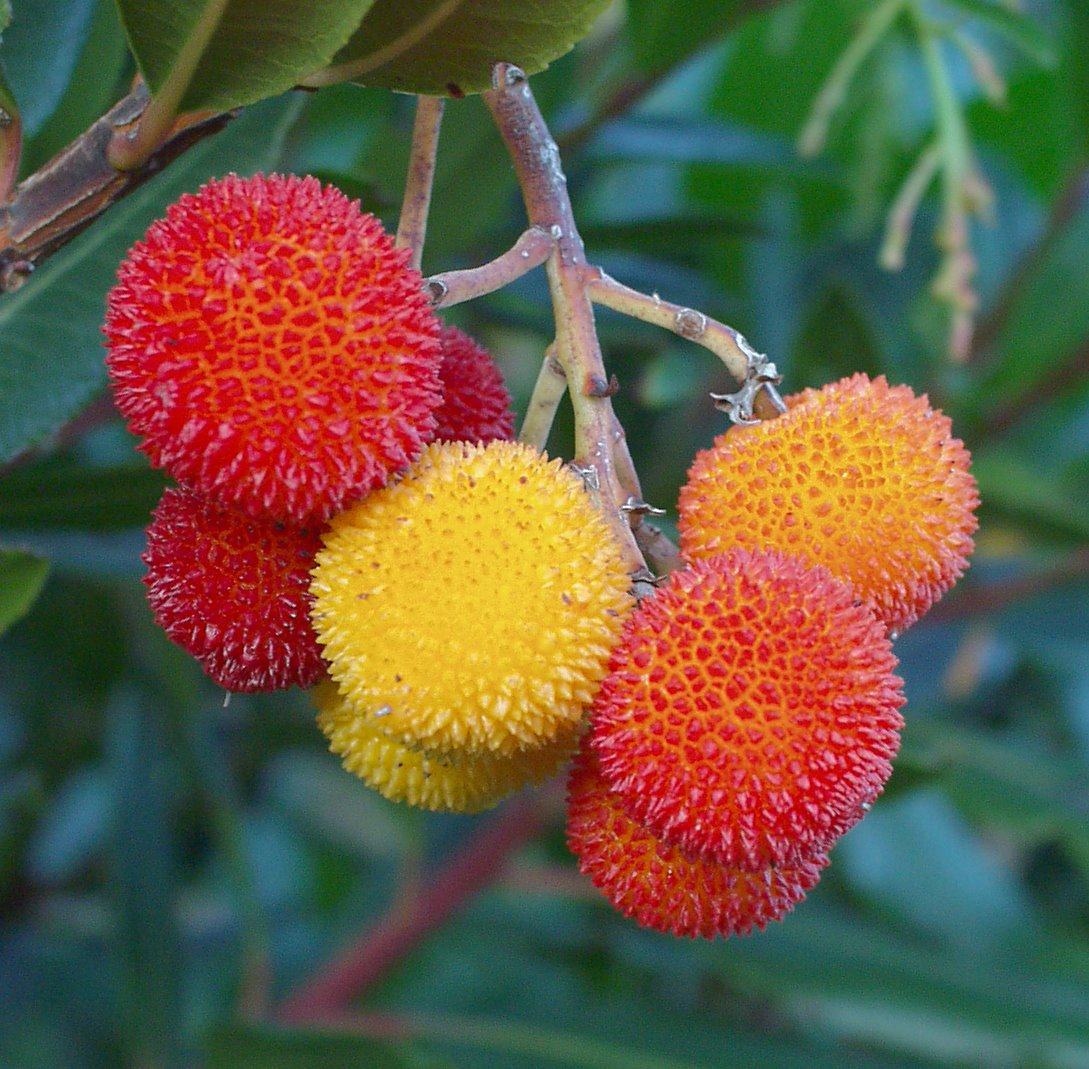
Frutos submaduros in situ.
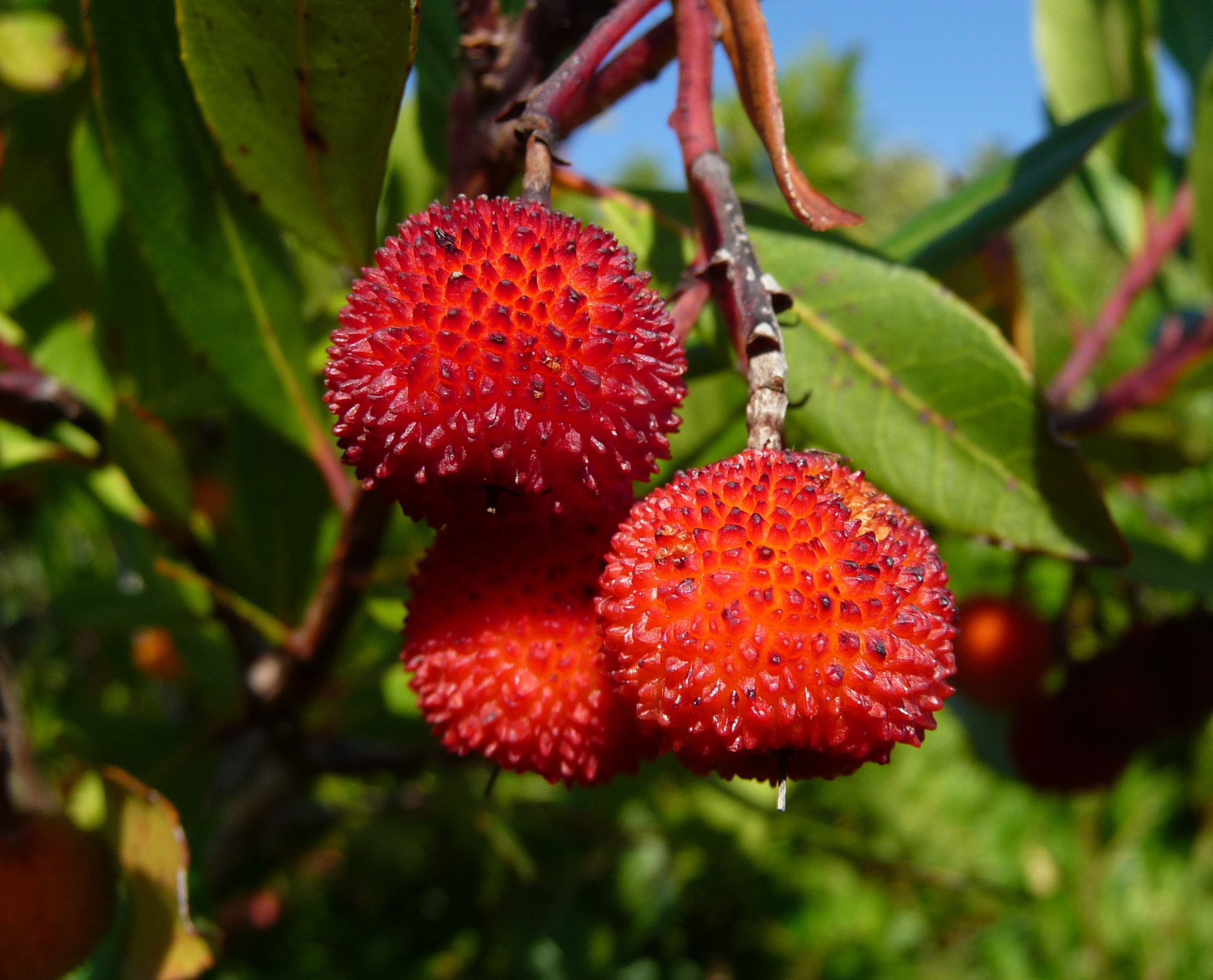
Fruto maduro.
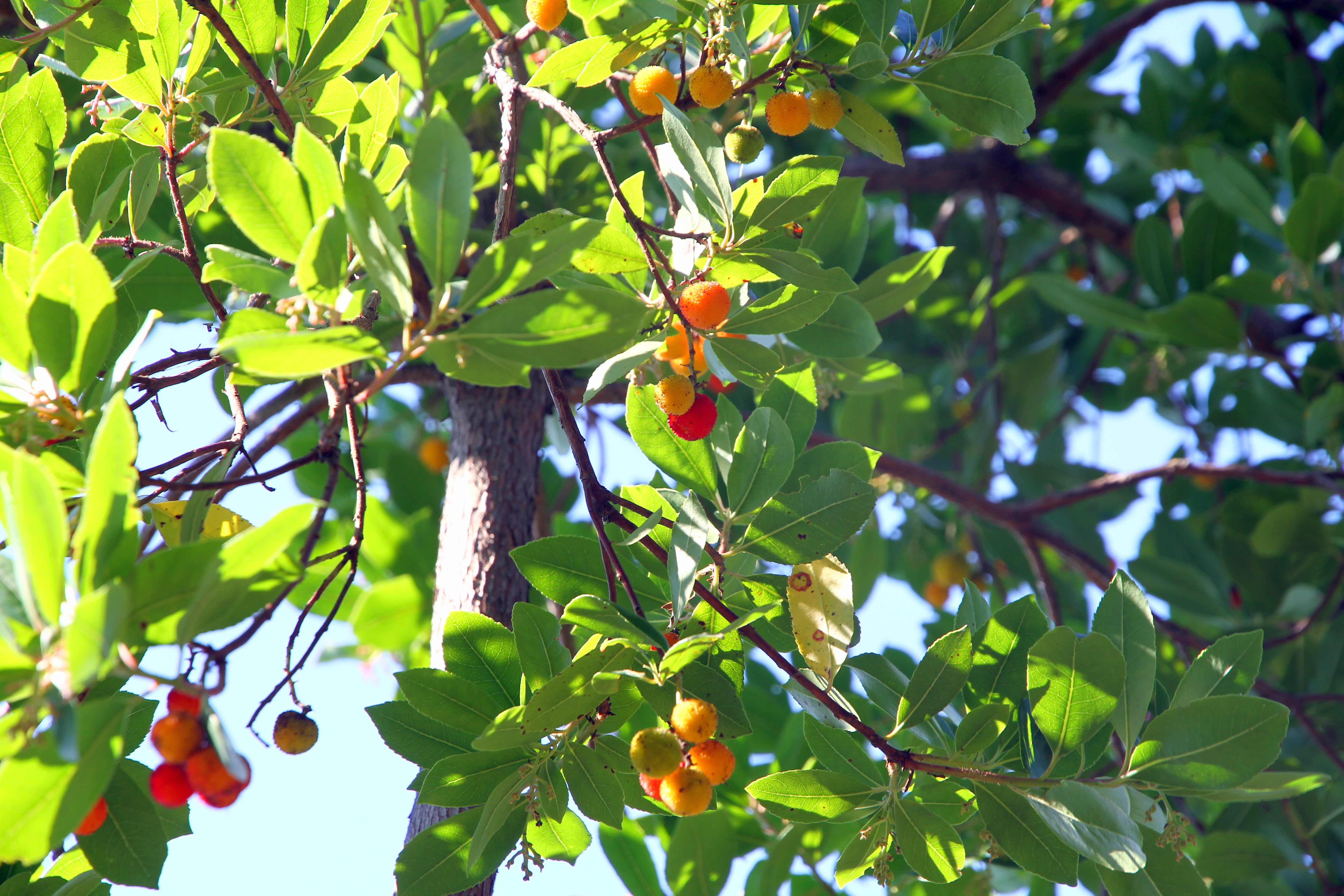
Hábito da planta com frutos maduros.
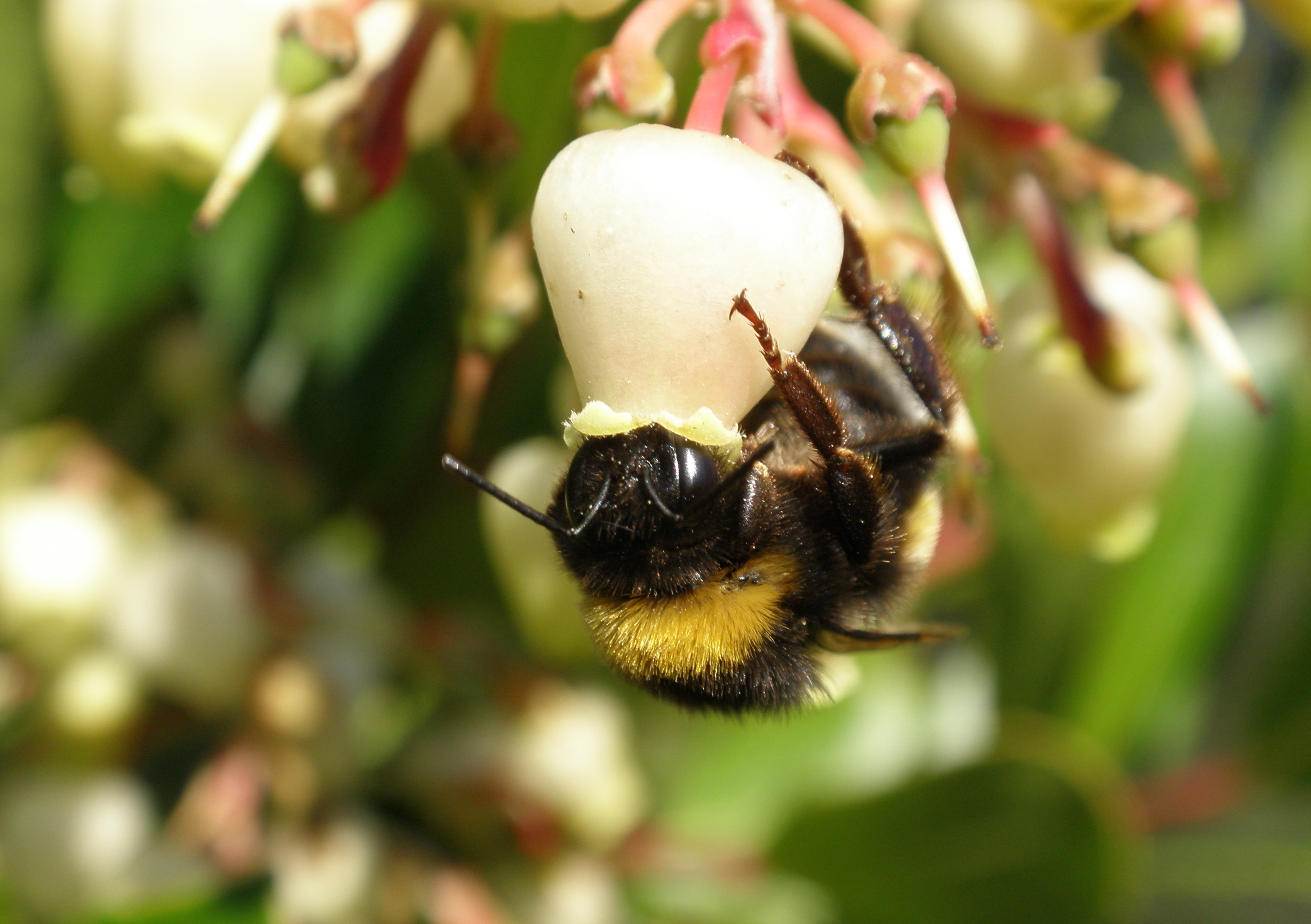
Zangão sobre flores.
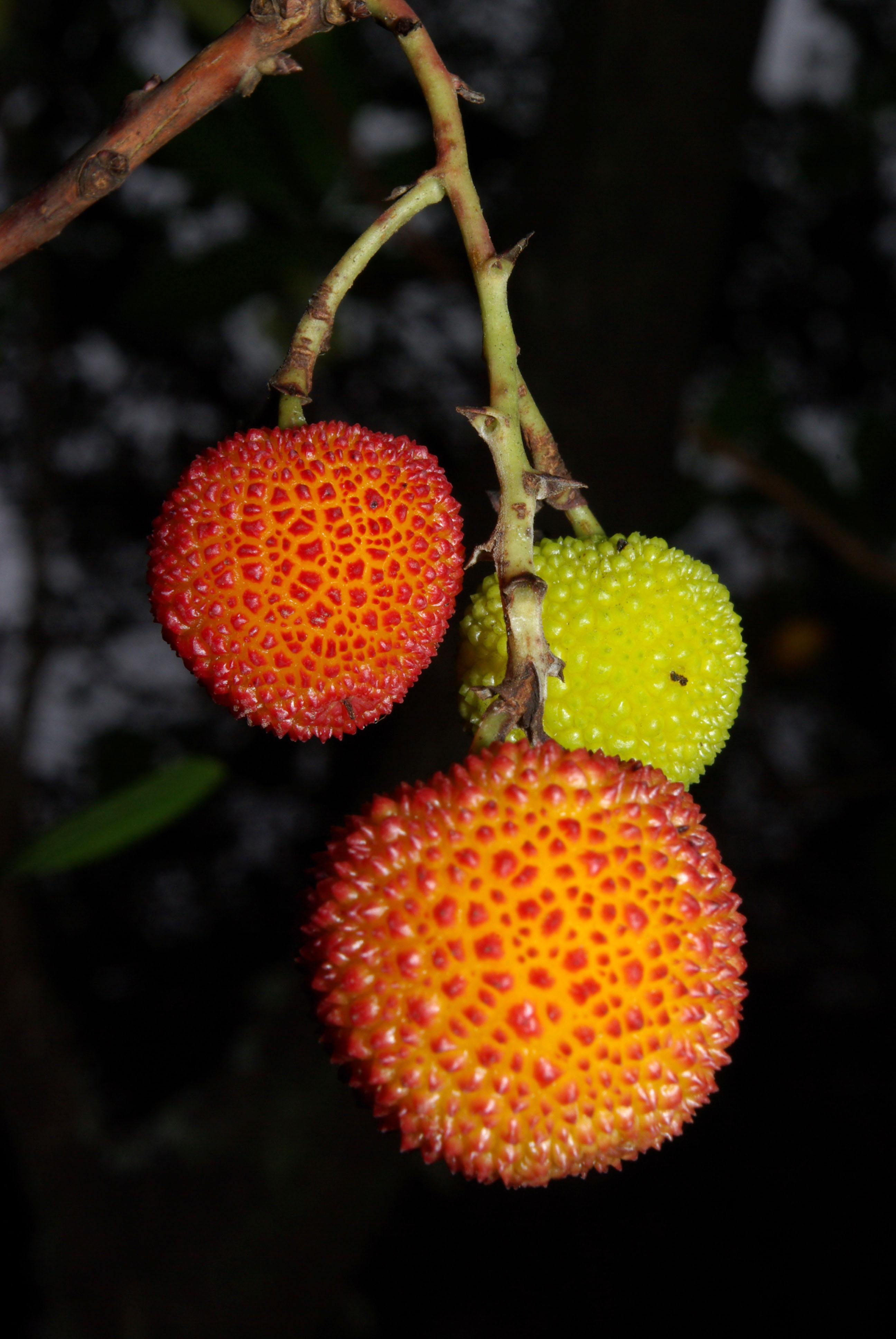
Medronhos.
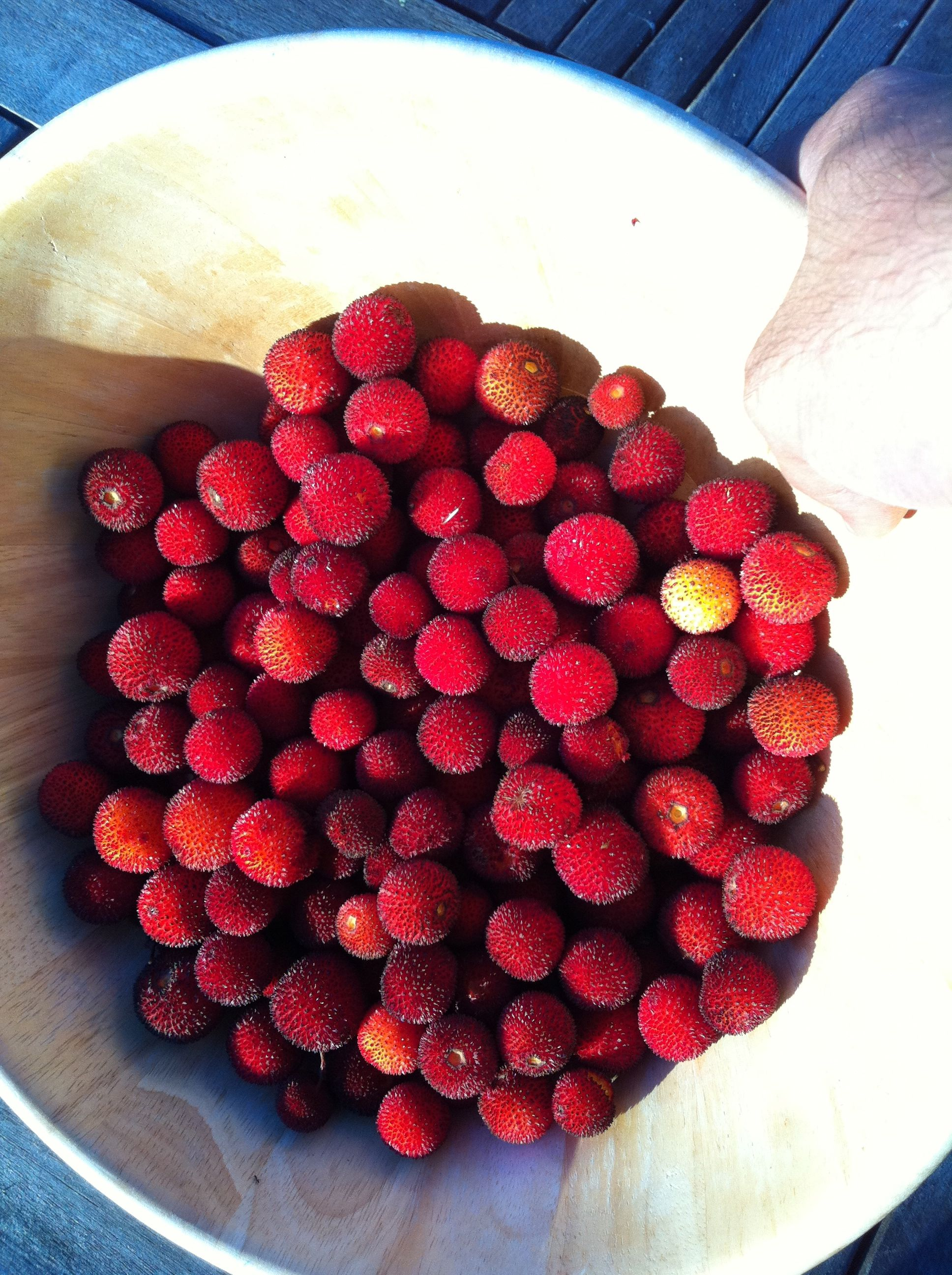
Medronhos.
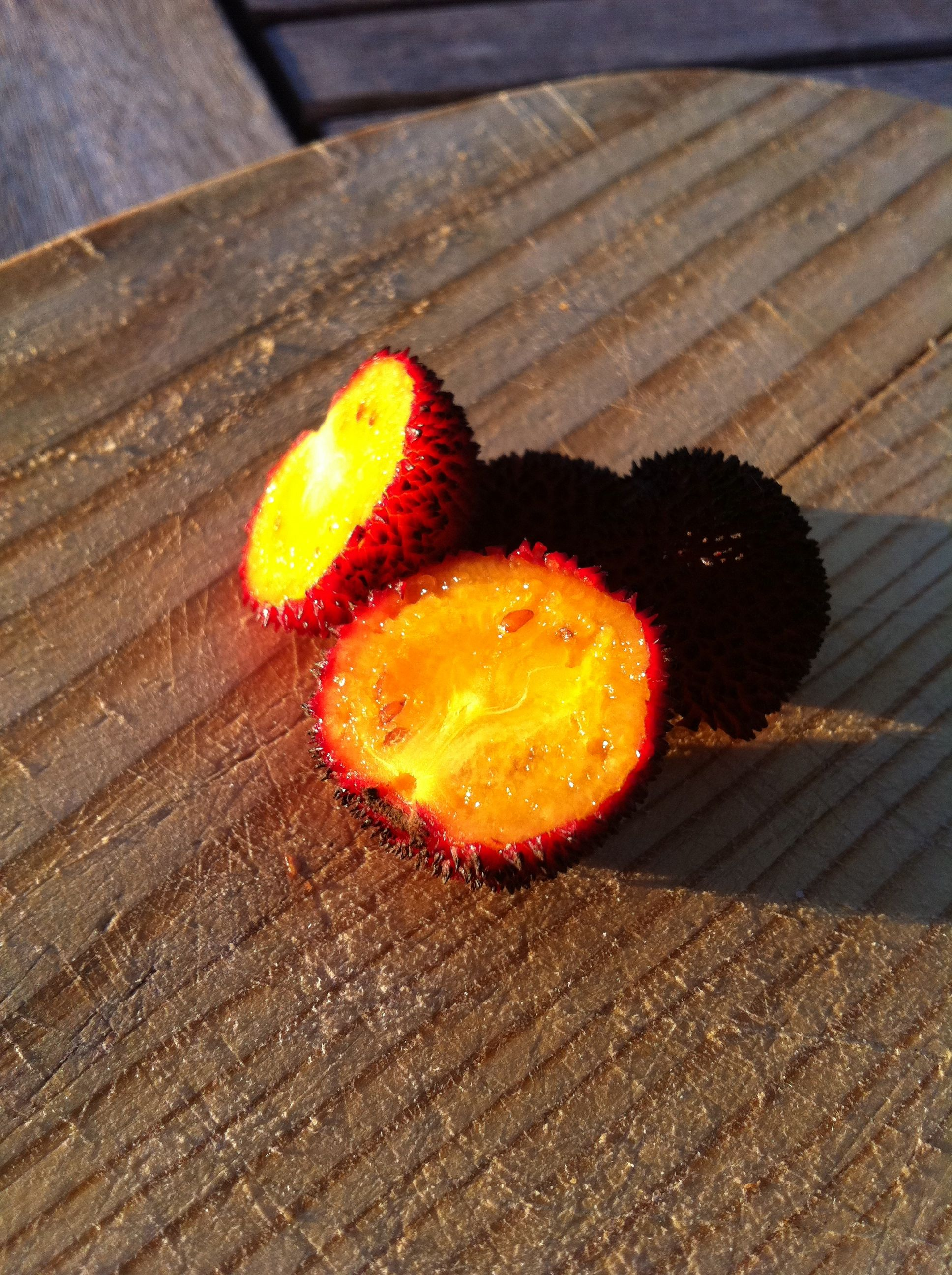
Medronho.